# Tour de Londres
La tour de Londres (en anglais : Tower of London) est une forteresse historique située sur la rive nord de la Tamise à Londres en Angleterre à côté du Tower Bridge. La tour se trouve dans le borough londonien de Tower Hamlets situé à l'est de la Cité de Londres dans un espace appelé Tower Hill. Sa construction commença vers la fin de l'année 1066 dans le cadre de la conquête normande de l’Angleterre. La tour Blanche (White Tower), qui donna son nom à l'ensemble du château, fut construite sur l'ordre de Guillaume le Conquérant en 1078 et fut considérée comme un symbole de l'oppression infligée à Londres par la classe dirigeante. Le château fut utilisé comme prison dès 1100. Il servait également de grand palais et de résidence royale. Dans son ensemble, la tour est un complexe composé de plusieurs bâtiments entourés de deux murailles défensives concentriques et d'une douve. Il y eut plusieurs phases d'expansion, principalement lors des règnes de Richard Ier, d'Henri III et d'Édouard Ier aux XIIe et XIIIe siècles. Le plan général établi à la fin du XIIIe siècle n'évolua pas malgré les activités ultérieures dans ces murs.
La tour de Londres a joué un rôle essentiel dans l'histoire de l'Angleterre. Elle fut assiégée à plusieurs reprises et son contrôle était important dans la maîtrise du pays. La tour servit d'armurerie, de trésorerie et de ménagerie, elle accueillit la Royal Mint et les archives publiques et elle abrite les joyaux de la Couronne britannique. À partir du début du XIVe siècle et jusqu'au règne de Charles II, une procession était organisée jusqu'à l'abbaye de Westminster lors du couronnement du monarque britannique. En l'absence du roi, le connétable de la Tour, une position puissante à l'époque médiévale, avait la charge de la forteresse. Durant la période des Tudor, la tour perdit son rôle de résidence royale et, malgré quelques modifications, ses défenses ne furent pas adaptées aux progrès de l'artillerie.
L'utilisation carcérale de la tour atteignit son apogée aux XVIe et XVIIe siècles lorsque de nombreuses personnes tombées en disgrâce, comme Élisabeth Ire avant qu'elle ne devienne reine, y furent enfermées. Cet usage est à l'origine de l'expression anglaise « sent to the Tower » (« envoyé à la tour ») qui veut dire « emprisonné », tout comme son équivalent français « embastillé ». Malgré sa réputation tenace de lieu de torture et de mort, popularisée par les propagandistes religieux du XVIe siècle et les écrivains du XIXe siècle, seules sept personnes furent exécutées dans la tour avant le XXe siècle. Les exécutions étaient généralement réalisées à la Tower Hill au nord de la tour où 112 personnes furent exécutées sur une période de 400 ans. Dans la seconde moitié du XIXe siècle, des institutions comme la Royal Mint quittèrent la tour pour d'autres emplacements laissant de nombreux bâtiments vacants. Les architectes Anthony Salvin et John Taylor (en) en profitèrent pour restaurer la tour et lui rendre son apparence médiévale en supprimant les structures construites après cette période. Lors des deux guerres mondiales, la tour fut à nouveau utilisée comme une prison et fut le lieu de douze exécutions pour espionnage. Après la Seconde Guerre mondiale, les dégâts causés par le Blitz furent réparés et la tour fut rouverte au public. Aujourd'hui la tour est classée au patrimoine mondial par l'UNESCO et accueille plusieurs millions de visiteurs par an.

## Architecture

### Disposition

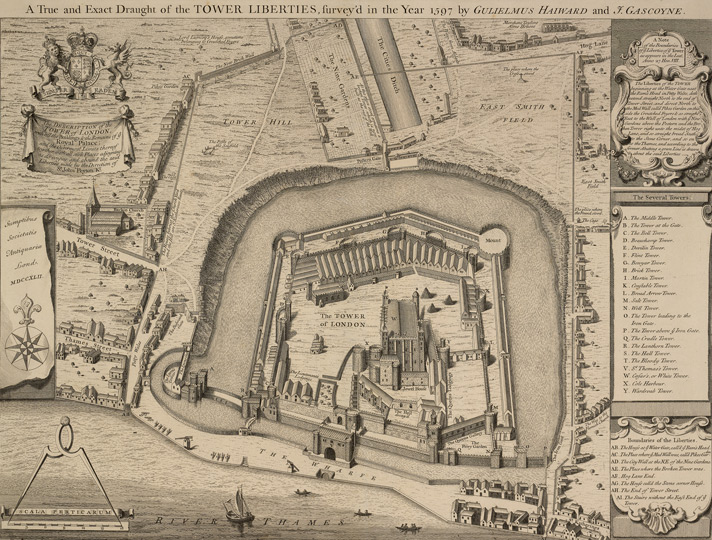
Plan de la tour de Londres et de ses dépendances en 1597.

La tour fut orientée afin de surplomber le Londres saxon, ce que l'archéologue Alan Vince (en) considère comme ayant été délibéré. Elle dominait visuellement la zone alentour et contrôlait le trafic sur la Tamise. La tour est constituée de trois remparts. Le rempart intérieur protège la tour Blanche et représente la première phase de construction du château. Le rempart intermédiaire qui l'encercle au nord, à l'est et à l'ouest a été construit pendant le règne du roi Richard Ier (1189–1199), sous la responsabilité du chancelier William Longchamp, évêque d'Ely.
Pour assurer la sécurité du royaume sous le règne d'Henri III, le château est renforcé et étendu, avec entre autres la construction de la tour Wakefield, la tour de la Lanterne et une courtine surmontée de neuf tours et entourée de douves.
Finalement, un troisième rempart fut construit sous Édouard Ier. Le roi ne séjourne cependant que rarement au château. Une prison y est installée ainsi qu'une division de l'hôtel royal de la monnaie. La forteresse sert également à entreposer des biens et documents importants.
Malgré plusieurs phases d'expansion après sa création par Guillaume le Conquérant, le plan général de la tour de Londres n'a guère évolué depuis les développements d'Édouard Ier en 1285. La tour a une superficie d'environ 4,9 ha et 2,4 ha supplémentaires autour de la forteresse forment les Tower Liberties qui sont une zone directement contrôlée par la tour et aménagée pour des raisons militaires. L'ancêtre de ces Liberties fut créé au XIIIe siècle lorsqu'Henri III ordonna qu'une bande de terre soit dégagée autour de la tour. Malgré les fictions populaires, la tour de Londres n'a jamais accueilli une salle de torture permanente même si le sous-sol de la tour Blanche abrita un chevalet à l'époque moderne. Un appontement fut construit sur la Tamise sous Édouard Ier et fut agrandi jusqu'à sa taille actuelle lors du règne de Richard II (1377–1399).
La tour était dépositaire du poids étalon anglais, dit de la tour, utilisé pour frapper la monnaie. Ceci permettait notamment d'acheter le métal au poids de Troyes et de le revendre sous forme de monnaie au poids de la tour, en faisant un bénéficie, jusqu'à l'adoption du poids de Troyes en 1526.

### Tour Blanche

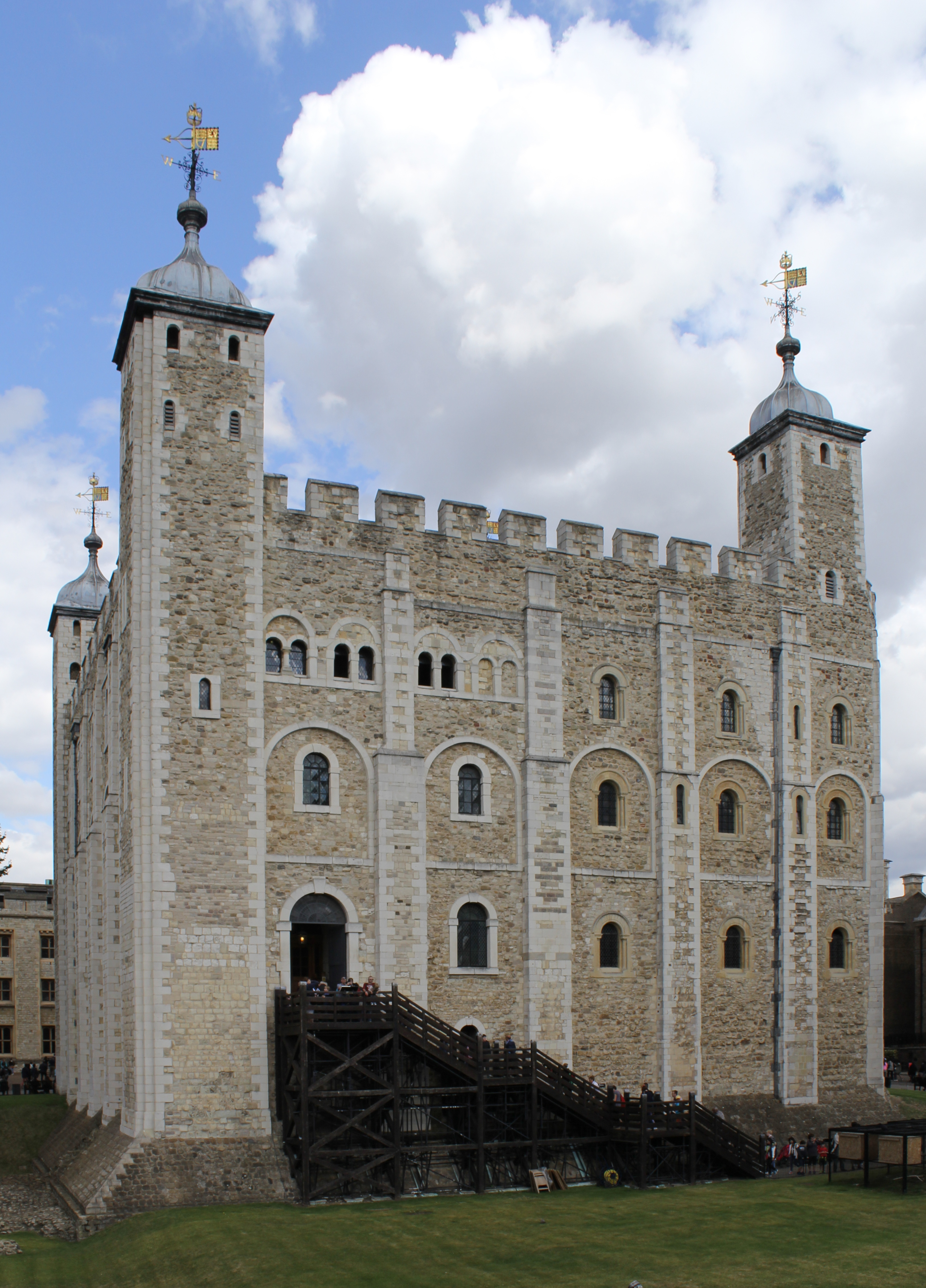
L'entrée originelle de la tour Blanche se trouvait au premier étage.

La tour Blanche est un donjon, ce qui était souvent la plus forte structure d'un château médiéval et celle qui abritait les logements du seigneur, dans ce cas le roi et ses représentants. Selon l'historien militaire Allen Brown, « la grande tour [tour Blanche] était également, de par sa force, sa majesté et ses logements grandioses, le donjon par excellence ». En tant que l'un des plus grands donjons de la chrétienté, la tour Blanche a été décrite comme le « palais du XIe siècle le plus complet en Europe ».
La tour Blanche, sans prendre en compte ses tours d'angle, mesure 36 × 32 m à sa base et s'élève à une hauteur de 27 m au niveau du rempart sud. Le bâtiment comprenait initialement trois étages : un sous-sol, un niveau d'entrée et un niveau supérieur. L'entrée, comme cela était la norme dans les donjons normands, se trouvait au-dessus du niveau du sol. Celle-ci se situait sur le côté sud et était équipée d'un escalier en bois qui pouvait être retiré en cas d'attaque. C'est probablement sous le règne d'Henri II (1154–1189) qu'un bâtiment fut ajouté sur le côté sud de la tour pour fournir une protection supplémentaire mais il n'a pas survécu jusqu'à nos jours. Chaque étage était divisé en trois pièces, la plus grande se trouvait à l'ouest, une pièce plus petite était au nord-est et la chapelle occupait les flancs sud-ouest du niveau d'entrée et du niveau supérieur. Deux tours carrées se trouvent aux coins occidentaux tandis qu'au coin nord-est, une tour circulaire abrite un escalier en colimaçon. Une saillie semi-circulaire au coin sud-est accueille l'abside de la chapelle. Comme le bâtiment était conçu pour être une résidence confortable et une forteresse, les latrines étaient construites dans les murs et quatre cheminées fournissaient la chaleur.
La tour est principalement construite avec de la pierre issue du Kent même si de la mudstone locale fut également utilisée. De la pierre de Caen fut importée du nord de la France pour former des détails sur le revêtement de la tour, mais une grande partie fut remplacée par de la pierre de Portland aux XVIIe et XVIIIe siècles. Comme la plupart des fenêtres de la tour furent élargies au XVIIIe siècle, il n'en reste que deux d'origine quoique restaurées sur le côté sud.
La tour fut construite sur le côté d'un remblai afin que le côté nord du niveau inférieur soit partiellement enterré. Comme dans la plupart des donjons, le niveau inférieur était un cellier utilisé pour le stockage. L'une des pièces abritait un puits. Bien que le plan soit resté le même depuis la construction de la tour, l'intérieur du cellier date principalement du XVIIIe siècle lorsque le sol fut abaissé et la voûte en bois existante remplacée par des briques. Le niveau inférieur est éclairé grâce à de petites fentes.

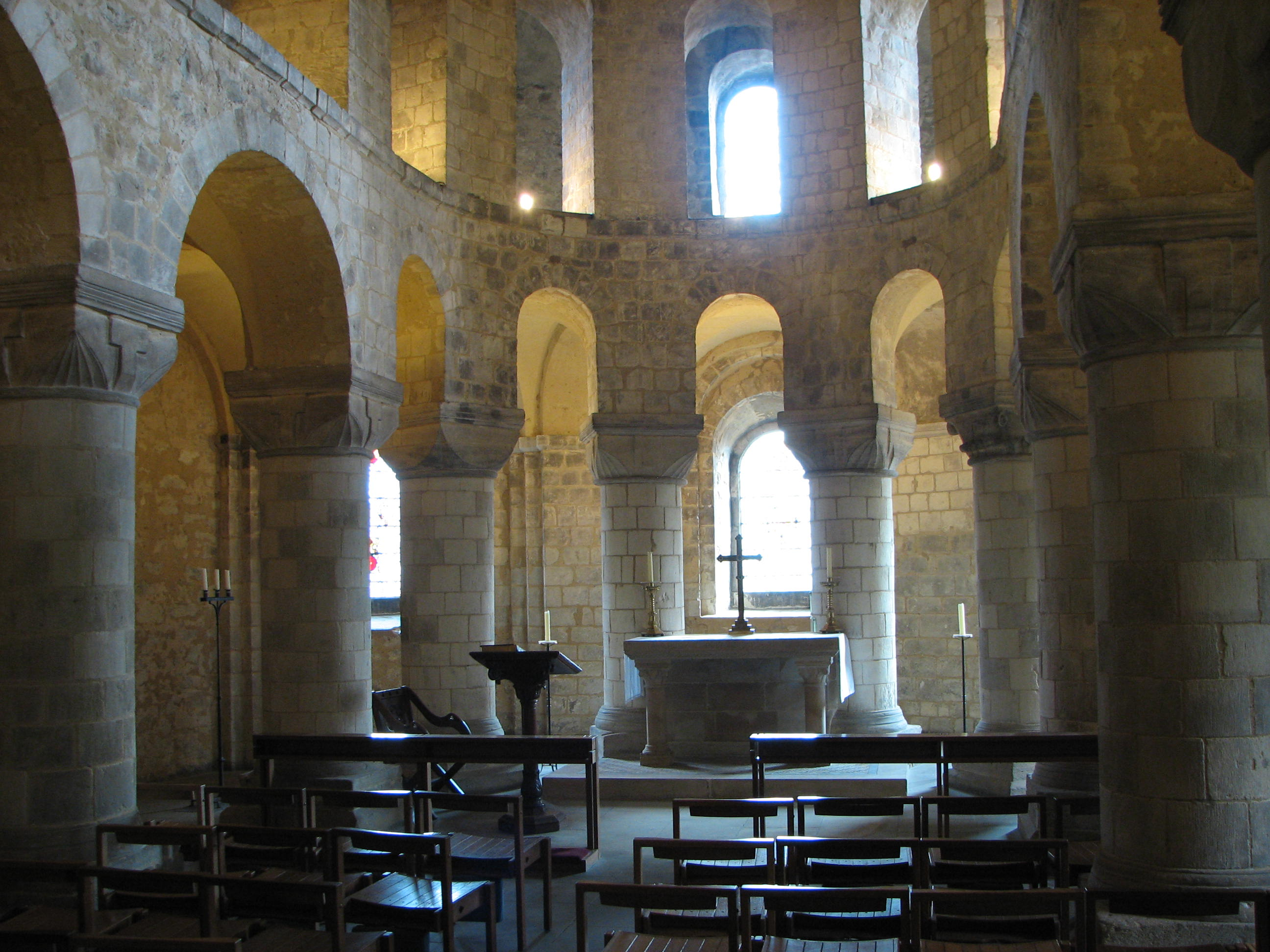
La chapelle Saint-Jean à l'intérieur de la tour Blanche.

Le niveau d'entrée était probablement destiné au connétable de la tour et aux autres officiers. L'entrée sud fut bloquée au XVIe siècle avant d'être rouverte en 1973. Ceux voulant rejoindre le niveau supérieur devaient traverser une petite pièce à l'est, également reliée au niveau d'entrée. La crypte de la chapelle Saint-Jean occupait le coin sud-est et était accessible uniquement depuis la chambre orientale. Il y avait une embrasure dans le mur nord de la crypte ; selon Geoffrey Parnell, gardien de l'histoire de la tour aux arsenaux royaux : « la forme sans fenêtre et l'accès limité suggèrent qu'elle était conçue comme une chambre forte pour protéger les trésors royaux et les documents importants ».
Le niveau supérieur abritait une Grande Salle à l'ouest et une pièce résidentielle à l'est, les deux étant initialement ouverts sur le toit et entourés d'une galerie construite dans le mur, ainsi que la chapelle St John's au sud-est. Un quatrième niveau fut ajouté au XVe siècle, de même que le toit actuel,. La chapelle Saint-Jean ne faisait pas partie du plan initial de la tour Blanche, car le saillant de l'abside fut construit après les murs du cellier. Du fait des changements depuis la construction de la tour, la chapelle est presque tout ce qui reste de l'intérieur original. L'apparence actuelle sobre et pauvre de la chapelle correspond à ce qu'elle aurait été lors de la période normande. Au XIIIe siècle, sous le règne d'Henri III, la chapelle fut décorée avec une croix en or et des vitraux représentant la Vierge Marie et la Sainte-Trinité.

### Rempart intérieur
Le rempart intérieur délimite une zone située juste au sud de la tour Blanche et s'étend jusqu'à ce qui était la rive de la Tamise. Comme ce fut le cas dans d'autres châteaux, tel le Hen Domen (en) datant également du XIe siècle, la zone abritait probablement des bâtiments en bois datant de la construction de la tour. Le moment exact où les appartements royaux commencèrent à empiéter sur la cour intérieure reste incertain mais il est probable qu'il ait eu lieu dans les années 1170. Ces logements furent rénovés et embellis durant les années 1220 et 1230 et devinrent comparables aux autres résidences royales comme le château de Windsor. La construction de la tour Wakefield (initialement, « tour Blundeville ») et de la tour Lanthorn, situées aux coins du rempart intérieur le long de la Tamise, commença vers 1220. Elles servaient probablement de résidences privées respectivement pour la reine et le roi. Sous le règne d'Henri III, la chambre de la reine était chaulée et décorée avec des motifs floraux et de la maçonnerie. Une Grande Salle existait dans le sud de la cour entre les deux tours. Il était similaire, bien que plus petit, à celui également construit par Henri III au château de Winchester. Une poterne située près de la tour Wakefield permettait un accès privé aux appartements du roi. La cour intérieure était initialement entourée d'un fossé défensif qui fut comblé dans les années 1220. À cette période, une cuisine fut construite dans la cour. Entre 1666 et 1676, la cour fut transformée et les bâtiments du palais furent retirés. La zone autour de la tour Blanche fut dégagée de manière que les assaillants dussent approcher à découvert. La maison des joyaux fut démolie et les joyaux de la Couronne britannique furent transférés à la tour Martin.

Vue de la cour intérieure. La tour Blanche se trouve au centre et la structure au bout de la courtine à gauche est la tour Wakefield.

### Rempart intermédiaire

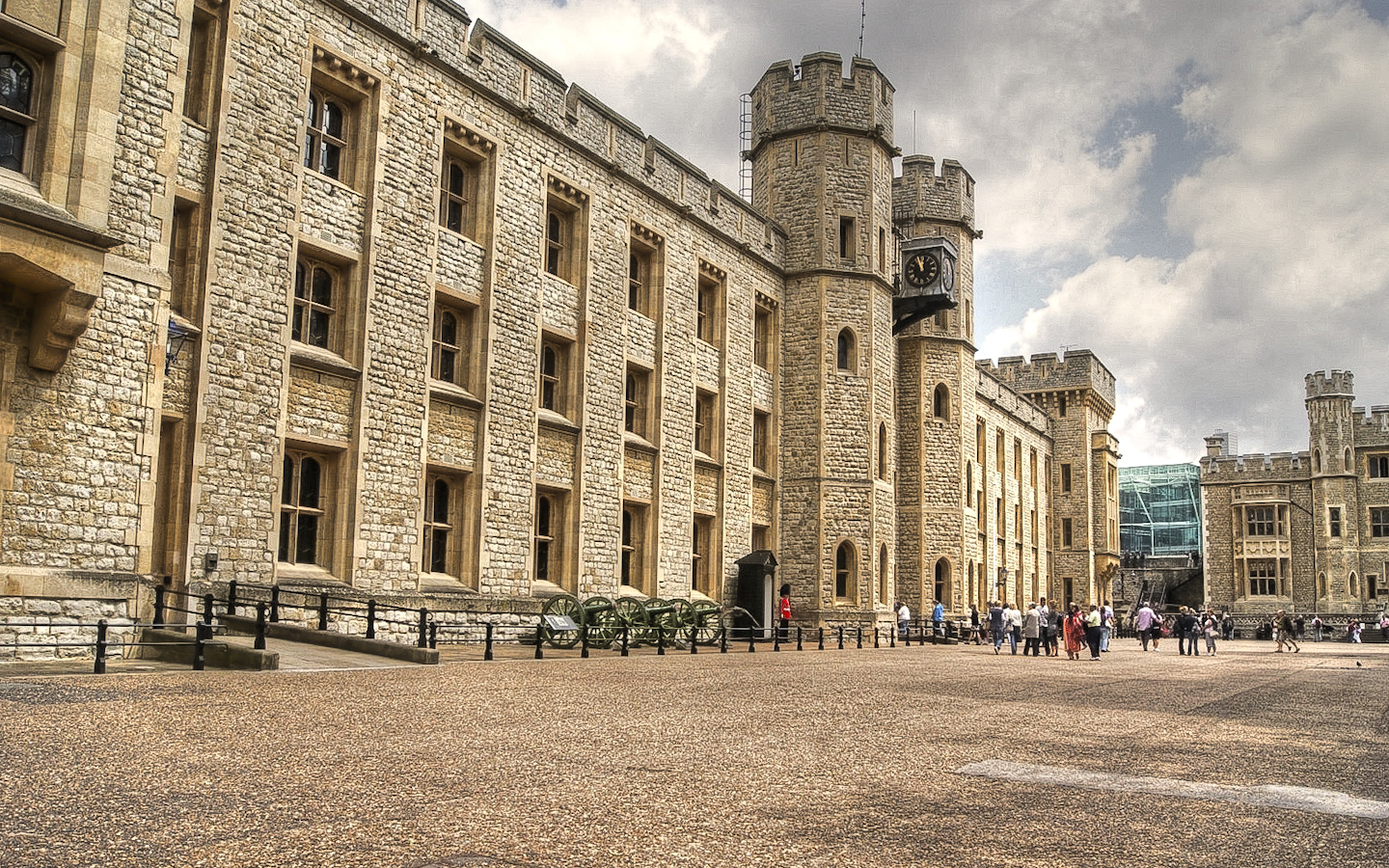
Face sud de la caserne Waterloo.

Le rempart intermédiaire fut créé durant le règne de Richard Cœur de Lion lorsqu'une motte fut creusée à l'ouest du rempart intérieur ce qui permit de doubler la taille du château,. Henri III créa les murs est et nord et la dimension de l'espace circonscrit est restée la même jusqu'à aujourd'hui. La plupart des travaux d'Henri ont survécu et seules deux des neuf tours qu'il a construites ont été complètement reconstruites. Entre les tours Wakefield et Lanthorn, le mur intérieur servit également de courtine pour le rempart intermédiaire. La principale entrée du rempart intermédiaire aurait été un corps de garde probablement dans le mur ouest dans ce qui est actuellement la tour Beauchamp. La courtine ouest du mur intermédiaire fut reconstruite sous Édouard Ier. La tour Beauchamp construite au XIIIe siècle marqua la première utilisation sur une grande échelle de la brique en Grande-Bretagne depuis le départ des Romains au Ve siècle. La tour Beauchamp est l'une des treize tours situées sur le rempart. Dans le sens anti-horaire depuis le coin sud-ouest, elles portent les noms : Bell, Beauchamp, Devereux, Flint, Bowyer, Brick, Martin, Constable, Broad Arrow, Salt, Lanthorn, Wakefield et Bloody. Si ces tours fournissaient des positions permettant le tir en enfilade contre les assaillants, elles abritaient également des logements. Comme son nom l'indique, la tour Bell abritait un beffroi dont le rôle était d'alerter d'une attaque ennemie. L'archetier royal responsable de la fabrication des arcs longs, des arbalètes, des catapultes et des autres armes de siège avait un atelier dans la tour Bowyer. Une tourelle située au sommet de la tour Lanthorn servait de balise pour le trafic fluvial durant la nuit.
En conséquence des travaux d'Henri, St Peter ad Vincula, une chapelle normande auparavant située à l'extérieur de la tour fut incorporée dans le château. Henri décora la chapelle en ajoutant des vitraux et des cabinets pour lui et la reine. Elle fut reconstruite par Édouard Ier puis par Henri VIII en 1519 ; le bâtiment actuel date de cette période même si la chapelle fut réaménagée au XIXe siècle. Immédiatement à l'ouest de la tour Wakefield, la tour Bloody (« Sanglante ») fut construite à la même période que la courtine du rempart intermédiaire et fournissait un accès au château depuis la Tamise. Il s'agissait d'une structure simple protégée par une herse et une porte. La tour Bloody acquit son nom au XVIe siècle, car c'est dans celle-ci que les princes Édouard et Richard auraient été assassinés. Entre 1339 et 1341, un corps de garde fut construit dans le rempart entre les tours Bell et Salt. Sous la période des Tudor, plusieurs bâtiments destinés au stockage des munitions furent construits le long de l'intérieur du mur intermédiaire. Les bâtiments du château furent remodelés durant le règne de la maison Stuart principalement sous les auspices du Bureau de l'Ordonnance. En 1663 environ 4 000 £ furent dépensés pour construire un nouveau magasin dans la cour intérieure. La construction du Grand Magasin au nord de la tour Blanche commença en 1688 sur l'emplacement même des magasins délabrés de la période Tudor ; celui-ci fut détruit par un incendie le 30 octobre 1841. Le 14 juin 1845, le Duc de Wellington pose la première pierre de la caserne construite à sa place et qui abrite aujourd'hui les joyaux de la couronnes,. Le duc nomme cette caserne Waterloo en souvenir de sa célèbre victoire.

#### Tour du Sel
La Salt Tower donnait initialement sur la Tamise. Des archers s'y installaient pour la protéger. En temps de paix, la tour servait d'entrepôt. Au premier étage, une chambre est dotée d'une cheminée datant du XIIIe siècle et d'une fenêtre décorative. C'est là que fut enfermé le roi écossais Jean de Bailleul de 1296 à 1299. D'autres prisonniers y seront enfermés durant les siècles suivants comme en témoignent les graffitis gravés sur les murs.

#### Tour du Phéon
La Broken Arrow Tower tire son nom du symbole en fer de lance (phéon) estampillé sur les biens appartenant au roi. Elle servait initialement à l'entreposage des tenues royales et des meubles. Là encore, la tour est utilisée comme prison. Giovanni Battista Castiglione, tuteur italien de la future reine Élisabeth et le conspirateur Everard Digby, notamment, y furent enfermés.

#### Tour Martin
De 1669 à 1841, la tour abrite les joyaux de la Couronne. Elle était alors connue sous le nom de Tour des Joyaux. Le premier gardien de la tour, Talbot Edwards, fut victime de la tentative de vol des joyaux par Thomas Blood et ses complices en 1671.

### Rempart extérieur
Un troisième rempart fut construit sous Édouard Ier. Un bastion appelé Legge's Mount fut construit au coin nord-ouest du château et un second bastion, Brass Mount, fut par la suite ajouté au coin nord-est. Les trois tours rectangulaires situées sur le mur est furent démantelées en 1843. Les bastions ont souvent été attribués à la période Tudor mais il n'y a aucune preuve ; des fouilles archéologiques suggèrent que Legge's Mount remonterait au règne d'Édouard Ier. Les créneaux se trouvant sur le côté sud du Legge's Mount sont les derniers créneaux médiévaux de la tour de Londres ; les autres datent de la période victorienne. Une nouvelle douve de 50 m de large fut creusée au-delà des nouvelles limites de la forteresse ; elle était initialement 4,5 m plus profonde qu'aujourd'hui. Du fait de l'ajout de cette nouvelle enceinte, l'ancienne entrée principale de la tour de Londres fut bloquée et une nouvelle entrée fut créée au coin sud-ouest du rempart extérieur. La structure comprenait deux corps de garde et une barbacane qui fut appelée Lion Tower en référence à la ménagerie royale existante depuis les années 1330. La Lion Tower n'a pas survécu jusqu'à nos jours. Édouard Ier agrandit le côté sud de la tour de Londres sur les terres auparavant submergées par la Tamise. Dans ce rempart, il fit construire la St Thomas' Tower entre 1275 et 1279 ; par la suite appelée Traitors' Gate, elle remplaçait la Bloody Tower comme porte d'accès depuis le fleuve. Le bâtiment est unique en Angleterre et la structure la plus proche était la porte aujourd'hui détruite du Louvre à Paris. Le quai était protégé par une herse et des meurtrières en cas d'attaque depuis le fleuve. Il y avait des logements luxueux au premier étage. Édouard Ier déménagea également la Royal Mint dans la tour ; sa position initiale exacte est inconnue mais elle se trouvait probablement dans le rempart extérieur ou dans la Lion Tower. À partir de 1560, la monnaie royale fut installée dans un bâtiment adossé au mur extérieur près de la Salt Tower. Entre 1348 et 1355, une seconde porte d'accès sur le fleuve, la Cradle Tower, fut ajoutée à l'est de la St Thomas' Tower pour l'usage exclusif du roi.

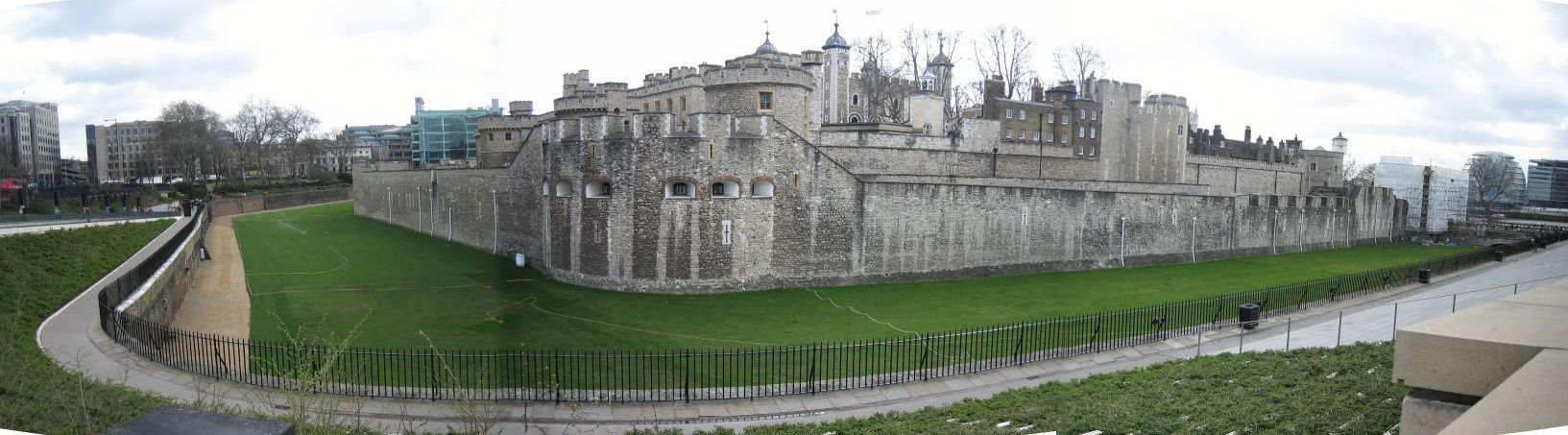
Vue du rempart extérieur de la tour de Londres. Le rempart intermédiaire est visible juste derrière. Le Legge's Mount se trouve au centre.

## Histoire

### Fondation

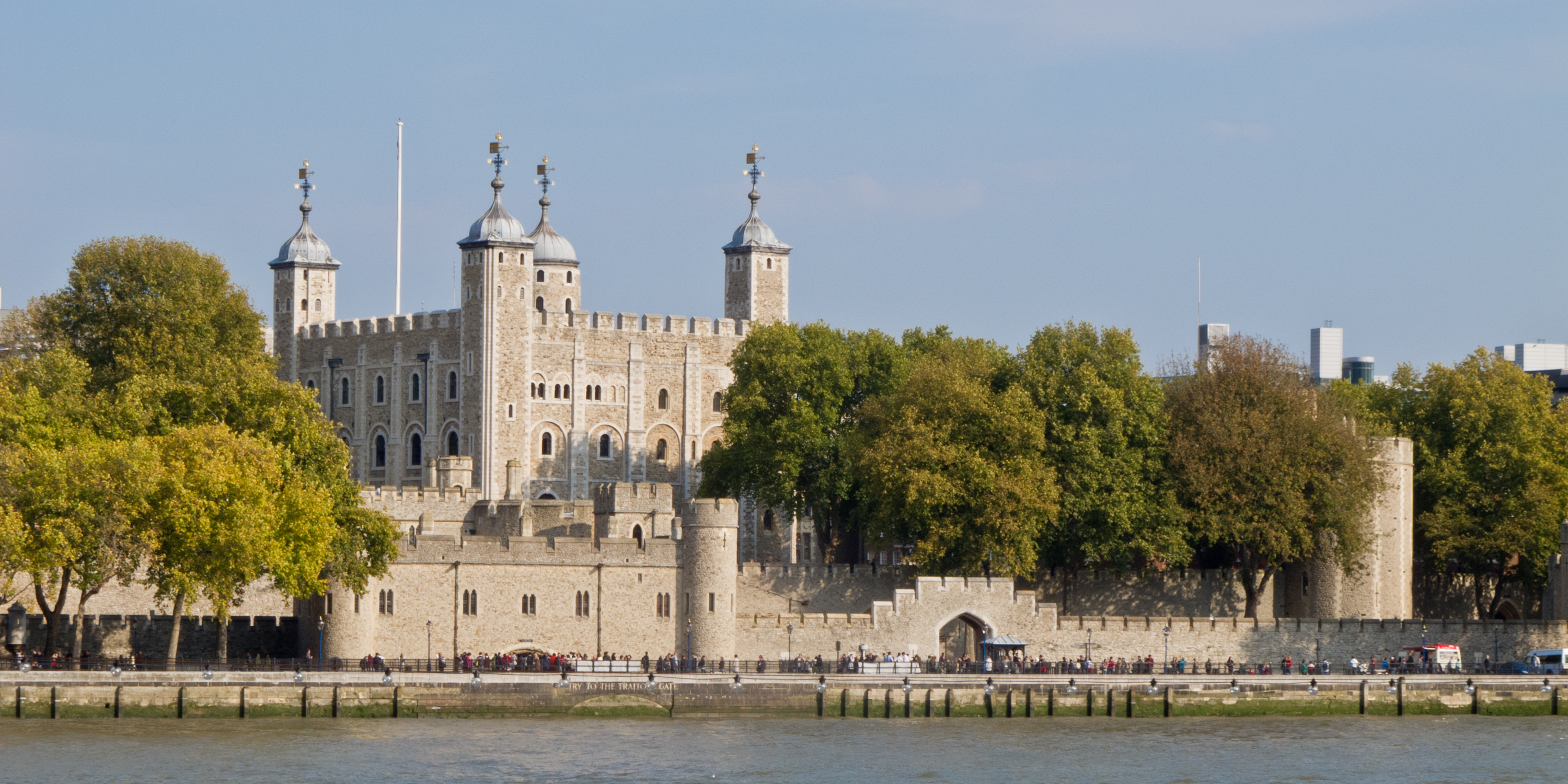
La tour vue depuis la Tamise.

Après sa victoire lors de la bataille d'Hastings, le 14 octobre 1066, Guillaume le Conquérant, duc de Normandie, passa le reste de l'année à fortifier des positions clés pour assurer son pouvoir. Il fonda plusieurs châteaux le long de son trajet indirect vers Londres, ; c'est seulement lorsqu'il atteignit Cantorbéry qu'il se dirigea vers la plus grande ville d'Angleterre. Comme le pont fortifié de Londres était tenu par les Saxons, il décida de piller Southwark avant de poursuivre son chemin en Angleterre du Sud. Une série de victoires normandes permit de couper le ravitaillement de la ville et en décembre 1066, ses dirigeants se rendirent sans combattre,. Entre 1066 et 1087 Guillaume établit 36 châteaux bien que des références dans le Domesday Book semblent indiquer que bien plus furent fondés par ses subordonnés. La nouvelle classe dirigeante entreprit ce qui a été décrit comme le « plus intense et le plus concentré des programmes de construction de châteaux de toute l'histoire de l'Europe féodale ». Ces bâtiments servaient de forteresse, de centre administratif et de résidence.
Guillaume envoya une avant-garde pour préparer son entrée dans la ville, célébrer sa victoire et fonder un château ; d'après les mots du biographe de Guillaume, le chroniqueur Guillaume de Poitiers, « certaines forteresses furent construites dans la ville contre l'agitation de la population brutale et nombreuse. Car il [Guillaume] considérait qu'il était de première importance d'intimider les Londoniens ». À l'époque, Londres était la plus grande ville d'Angleterre ; la fondation de l'abbaye de Westminster et du palais de Westminster par Édouard le Confesseur l'avait élevé au rang de centre de gouvernance et son port prospère était un atout important pour les Normands. Les deux autres châteaux de Londres, Baynard et Montfichet furent construits au même moment. La fortification qui deviendra par la suite la tour de Londres fut construite au coin sud-est des anciens murs romains de la ville et ceux-ci furent utilisés pour servir de bases préfabriquées ; de plus la Tamise fournissait une défense supplémentaire au sud. Durant cette première phase de construction, le château aurait été entouré d'un fossé et d'une palissade en bois et aurait probablement fourni des logements pour Guillaume.

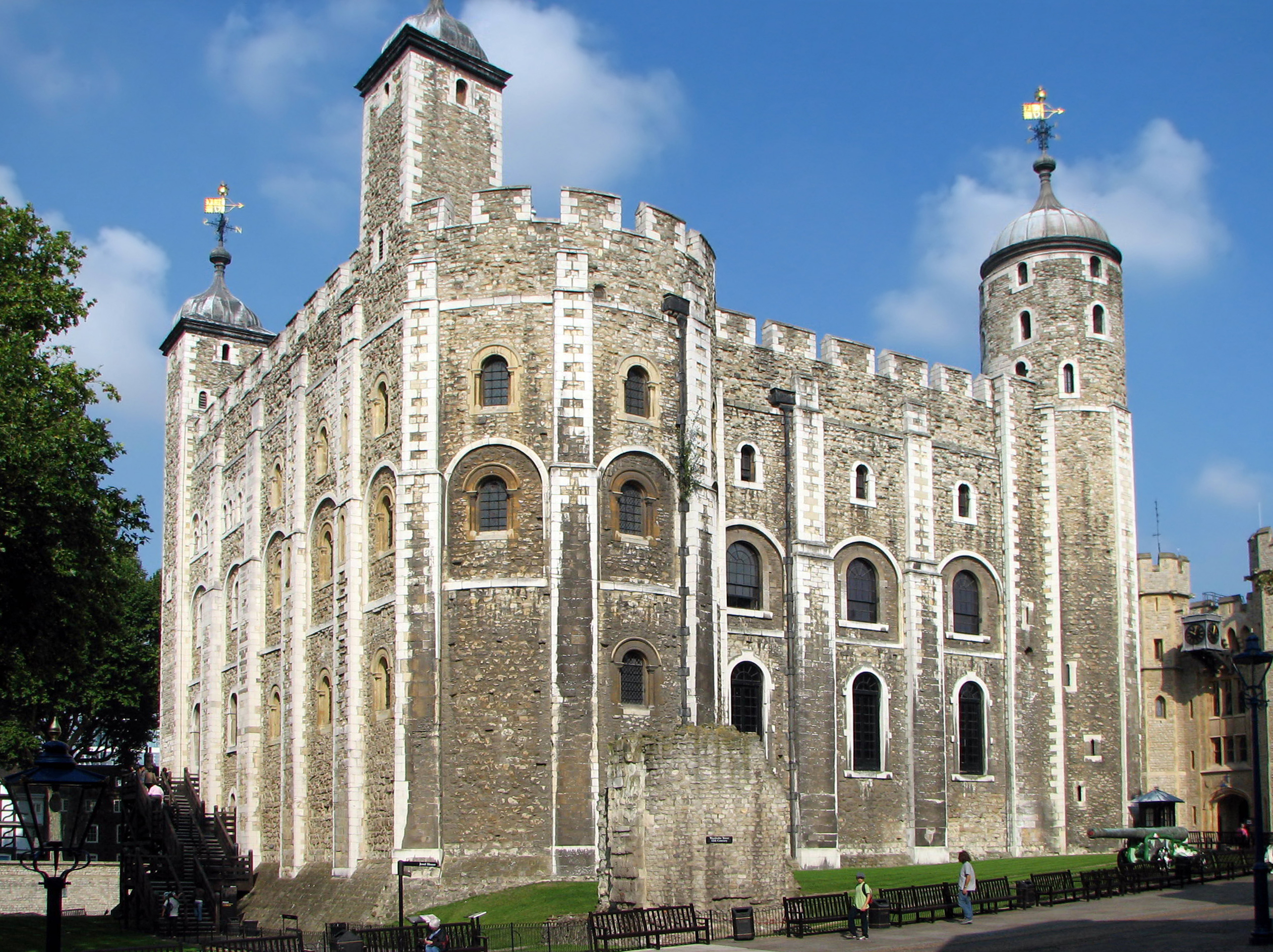
La tour Blanche date du XIe siècle. Cette photo a été prise en 2007, soit avant les travaux de restauration de 2008-2011. On peut voir que la pierre a été noircie par le temps.

Presque tous les premiers châteaux normands étaient construits en bois mais à la fin du XIe siècle, certains d'entre eux, dont la tour de Londres, furent rénovés avec de la pierre. Les travaux sur la tour Blanche, qui lui donnèrent son nom auraient commencé en 1078 mais la date exacte est incertaine. Guillaume nomma Gundulf, l'évêque de Rochester, responsable de la construction même si elle ne fut pas achevée avant la mort de Guillaume en 1087. La tour Blanche est le premier donjon en pierre d'Angleterre et était la structure la plus résistante du château. Elle abritait également des logements luxueux pour le roi. La tour était probablement terminée en 1100 lorsque Rainulf Flambard y fut emprisonné. Flambard était détesté par les Anglais pour les lourdes taxes qu'il leur imposa. S'il fut le premier prisonnier connu de la tour, il fut également le premier à s'en évader en utilisant une corde dissimulée dans un tonneau de vin. Il était détenu dans des conditions luxueuses et avait le droit à des serviteurs mais le 2 février 1101 il organisa un banquet pour ses geôliers. Après les avoir enivré, il se laissa glisser le long de la tour avec la corde. L'évasion fut une telle surprise qu'un chroniqueur contemporain accusa l'évêque de sorcellerie.
La Chronique anglo-saxonne note qu'en 1097, le roi Guillaume II d'Angleterre ordonna la construction d'un mur autour de la tour de Londres ; ce dernier était probablement en pierre et il remplaçait l'ancienne palissade en bois située autour des côtés nord et ouest du château entre le mur romain et la Tamise. La conquête normande de Londres se manifesta non seulement sous la forme d'une nouvelle classe dirigeante mais également de la manière dont la ville fut structurée. Les terres furent confisquées et redistribuées entre les Normands. De nombreux juifs arrivèrent également en Angleterre sous la protection de la Couronne et s'implantèrent souvent près des châteaux. Les juifs s'y réfugiaient en cas de violences antisémites.
La mort d'Henri Ier en 1135 plongea le royaume dans une lutte pour la succession. Bien que le roi ait persuadé ses plus puissants vassaux de prêter serment à l'emperesse Mathilde, juste quelques jours après la mort d'Henri, Étienne de Blois arriva de France pour revendiquer le trône. L'importance de la ville et de sa tour est marquée par la vitesse à laquelle il sécurisa Londres. Le château, qui n'avait pas été utilisé comme résidence royale depuis quelque temps, était laissé à la charge du connétable de la tour, poste tenu à ce moment par Geoffrey de Mandeville. Comme la tour était considérée comme une forteresse imprenable située sur une importante position stratégique, son contrôle était indispensable. Mandeville en profita et monnaya son allégeance à Mathilde après qu'Étienne eut été capturé à la bataille de Lincoln en 1141. Cependant, il revendit son soutien à Étienne l'année suivante après l'affaiblissement de Mathilde. Grâce à son poste de connétable de la tour, Mandeville devint « l'homme le plus riche et le plus puissant d'Angleterre ». Lorsqu'il employa le même stratagème, cette fois en tenant des négociations secrètes avec Mathilde, Étienne le fit arrêter et il dut céder le contrôle de ses châteaux avant d'être remplacé par l'un des partisans les plus loyaux d'Étienne. Jusqu'alors, le poste était transmis de manière héréditaire au sein de la famille de Mandeville (dont le premier avait été l'un des compagnons de Guillaume le Conquérant) mais son pouvoir était tel qu'il fut laissé entre les mains d'un proche du monarque. La position était généralement donnée à une personne importante qui ne se trouvait pas toujours à la tour, du fait d'autres devoirs. Si le connétable était toujours responsable de la maintenance du château et de sa garnison, il déléguait une partie de ses taches au lieutenant de la tour. Les connétables avaient également des devoirs civiques en rapport avec la ville. Habituellement, ils recevaient le contrôle de la cité et étaient responsables de la collecte des taxes, de l'application de la loi et du maintien de l'ordre. Le nouveau poste de lord-maire de Londres créé en 1191 reçut une partie des prérogatives civiles du connétable ce qui mena à des frictions entre les deux.

### Expansion

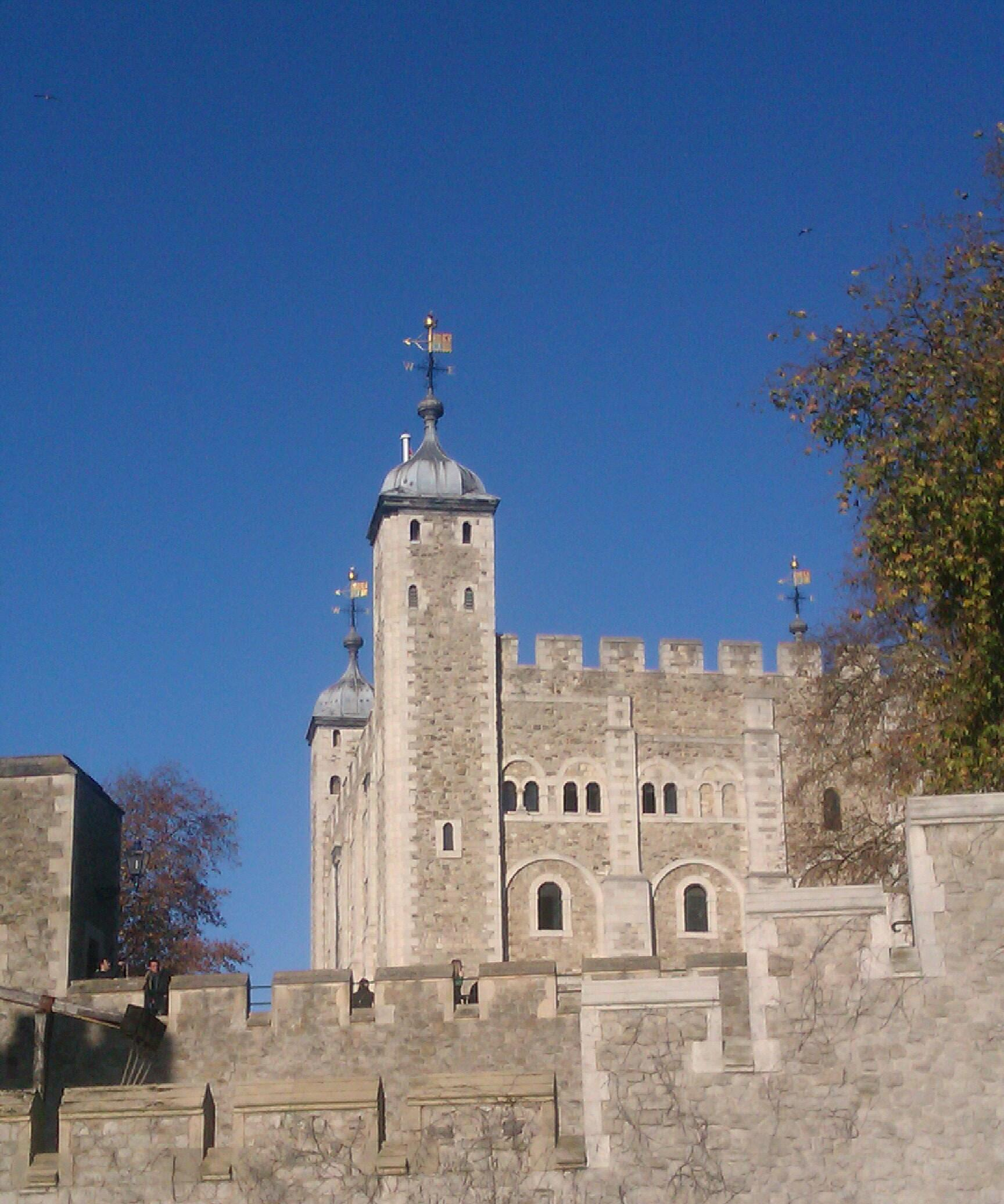
La tour de Londres, vue de la rive nord de la Tamise.

Le château conserva probablement sa forme établie à partir de 1100 jusqu'au règne de Richard Ier (1189–1199). Il fut agrandi sous l'impulsion de William Longchamp, le lord chancelier de Richard Ier et l'homme qui avait la charge de l'Angleterre lorsque le roi était en croisade. Les documents rapportent que 2 881 £ furent dépensées à la tour de Londres entre le 3 décembre 1189 et le 11 novembre 1190 sur un total d'environ 7 000 £ pour l'ensemble des châteaux d'Angleterre. Selon le chroniqueur contemporain Roger de Hoveden, Longchamp creusa une douve autour du château et tenta en vain de la remplir avec l'eau de la Tamise. Longchamp était également connétable de la tour et il supervisa son extension tout en se préparant à la guerre avec le jeune frère de Richard Ier, Jean sans Terre qui tenta de s'emparer du pouvoir en l'absence du monarque. Longchamp rendit la tour de Londres aussi puissante que possible et les nouvelles défenses furent testées en octobre 1191 lorsque la tour connut le premier siège de son histoire. Longchamp capitula au bout de seulement trois jours ayant considéré qu'il avait plus à gagner en se rendant qu'en poursuivant le siège.

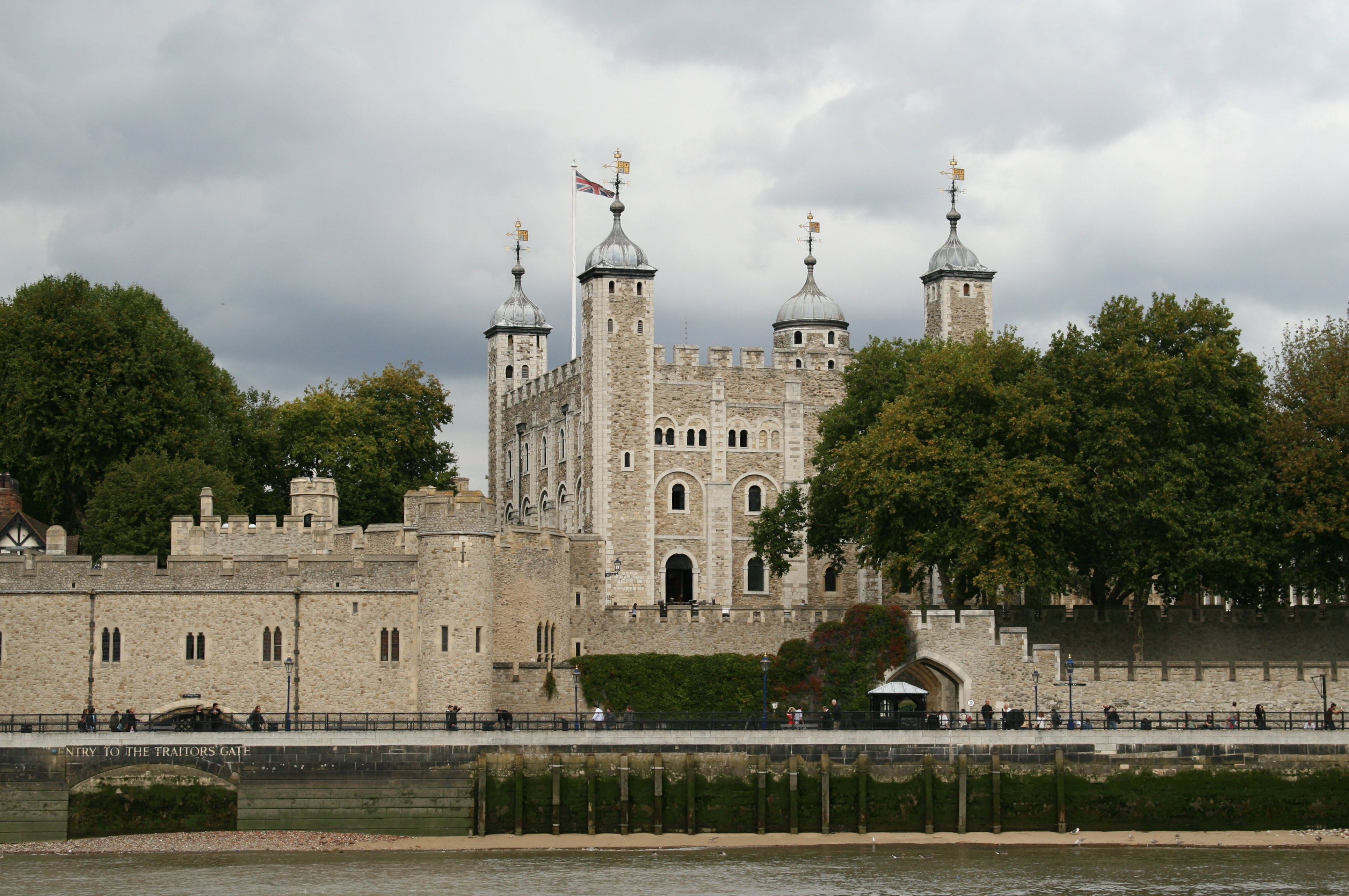
La tour de Londres vue de la rive sud de la Tamise. La Traitors' Gate est visible sur la gauche.

Jean monta sur le trône en 1199 mais son pouvoir fut contesté par de nombreux barons qui se révoltèrent contre lui. En 1214, alors que le roi se trouvait au château de Windsor, Robert Fitzwalter (en) mena une armée dans Londres et assiégea la tour. Malgré la faiblesse de la garnison, la tour résista et le siège fut levé après la promulgation de la Magna Carta par Jean. Cependant, le roi manqua à sa promesse de réforme et cela déclencha la première guerre des barons. Malgré la signature de la Magna Carta, Fitzwalter conservait son contrôle sur Londres. Durant la guerre, la garnison de la tour rejoignit les barons. Jean fut déposé en 1216 et les barons offrirent le trône d'Angleterre au prince Louis, le fils aîné du roi de France. Cependant, après la mort de Jean en octobre 1216, les revendications de son fils aîné Henri commencèrent à rassembler des partisans. La guerre continua entre les deux factions et Fitzwalter soutenait Louis. Fitzwalter conserva le contrôle de la tour de Londres et de la ville jusqu'à la bataille de Lincoln en 1217 qui élimina la menace française sur le trône.
Au XIIIe siècle, les rois Henri III (1216–1272) et Édouard Ier (1272–1307) agrandirent le château dont la forme actuelle n'a guère évolué depuis. Henri ne s'entendait pas avec ses barons et cela mena à une révolte. En conséquence, il était impatient de transformer la tour de Londres en une forteresse imprenable ; Henri était un esthète et voulait faire du château un lieu agréable à vivre. Entre 1216 et 1227, près de 11 000 £ furent dépensées pour la tour de Londres ; à cette période seul le château de Windsor coûta plus de (15 000 £). L'essentiel des travaux fut réalisé dans les bâtiments royaux de la cour intérieure. La tradition de chauler la tour Blanche (dont le nom est issu) commença en 1240.
À partir de 1238, le château fut agrandi vers l'est, le nord et le nord-ouest. Les travaux durèrent jusqu'au règne d'Édouard Ier et furent occasionnellement interrompus par des révoltes. Les nouvelles constructions définissaient un nouvel espace défensif garni de plusieurs tours tandis qu'un fossé fut creusé à l'ouest, au nord et à l'est, là où les murs n'étaient pas protégés par le fleuve. L'extension orientale du château se fit au-delà des limites de l'ancienne implantation romaine marquées par les remparts de la ville intégrés au sein des défenses. La tour avait depuis toujours été un symbole de l'oppression, méprisée par les Londoniens et le programme de construction d'Henri était impopulaire. Ainsi lorsque le corps de garde s'effondra en 1240, toute la population locale célébra l'accident. L'expansion provoqua du ressentiment et 166 £ furent données à l'hôpital St Katherine's (en) en compensation.
Henri III rassemblait souvent la cour à la tour de Londres et il y organisa au moins deux séances parlementaires (en 1236 et 1261) lorsqu'il sentait l'agitation des barons. En 1258, ces derniers menés par Simon V de Montfort forcèrent le roi à accepter des réformes dont l'organisation régulières de séances parlementaires. Renoncer à la tour de Londres était également l'une des conditions. Henri III ne supporta pas la perte de pouvoir et demanda au pape la permission de briser son serment. Avec le soutien de mercenaires, Henri s'installa dans la tour en 1261. Alors que les négociations continuaient avec les barons, Henri s'installa confortablement dans le château. Une trêve fut signée à la condition que le roi rende le contrôle de la tour. Henri remporta une victoire décisive à la bataille d'Evesham en 1265 et celle-ci lui permit de reprendre le contrôle du pays et de la tour de Londres. Le cardinal Ottobono arriva en Angleterre pour excommunier les derniers rebelles ; la décision fut très mal acceptée et le cardinal dut se réfugier à la tour. Gilbert de Clare marcha sur Londres en avril 1267 et mit en place le siège de la forteresse. Malgré une supériorité numérique et des armes de siège, Gilbert de Clare ne parvint pas à prendre la tour. Le comte se replia et le roi reprit le contrôle de la capitale ; la tour ne fut plus assiégée durant le règne d'Henri III.
Même s'il était rarement à Londres, Édouard Ier entreprit une couteuse rénovation de la tour d'un montant de 21 000 £ entre 1275 et 1285, plus du double que sous l'ensemble du règne de Henri III. Édouard Ier était un constructeur expérimenté et il utilisa sa connaissance de la guerre de siège apprise lors des croisades pour apporter des innovations à la construction des châteaux. Son programme de construction dans le pays de Galles introduisit l'emploi des meurtrières des châteaux européens. À la tour de Londres, Édouard Ier combla le fossé creusé par Henri III et construisit un nouveau rempart sur son emplacement, créant ainsi une autre zone défensive. Une nouvelle douve fut créée au pied de ce nouveau rempart. La partie occidentale de la courtine d'Henri III fut reconstruite et la tour Beauchanp remplaça l'ancien corps de garde du château. Une nouvelle entrée fut construite avec des défenses élaborées comprenant deux corps de garde et une barbacane. Afin de rendre le château autonome, Édouard Ier fit construire deux moulins à eau. 600 juifs furent emprisonnés à la tour de Londres en 1278 après avoir été accusés de rognage. La persécution des juifs sous Édouard Ier commença en 1276 et fut à son comble en 1290 lorsqu'il délivra l'édit d'expulsion chassant les juifs du pays.

### Fin du Moyen Âge

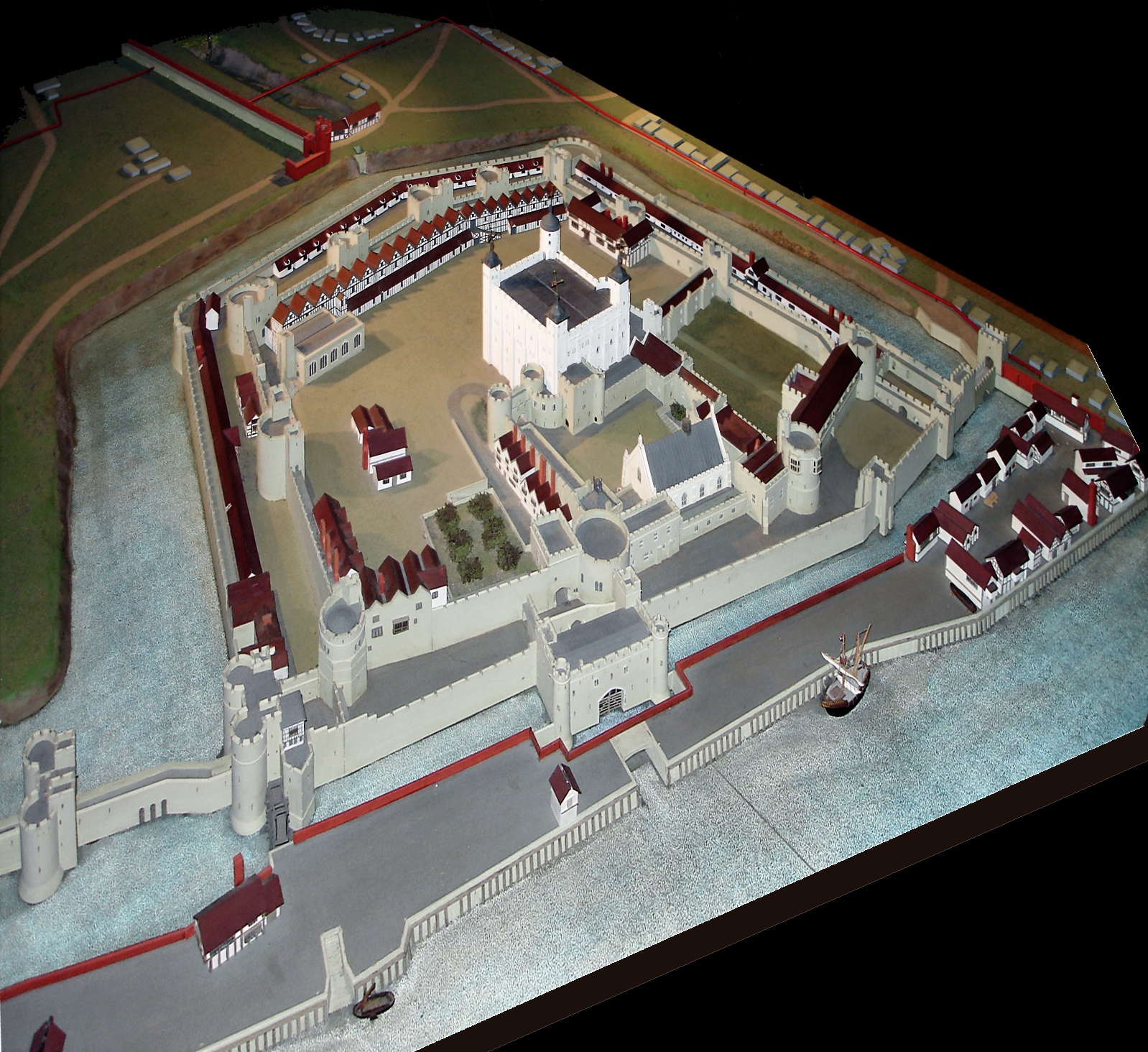
Maquette de la tour telle qu'elle était à la fin des expansions d'Édouard Ier.

Durant le règne d'Édouard II (1307–1327), il y eut assez peu d'activités à la tour de Londres. C'est cependant à cette période que le Privy Wardrobe (en) fut créé. L'institution basée dans la tour était responsable de l'organisation militaire de l'état. Marguerite de Clare devint la première femme emprisonnée à la tour après qu'elle eut refusé l'entrée de la reine Isabelle dans le château de Leeds et ordonné à ses archers de lui tirer dessus, tuant six membres de l'escorte royale,,. Généralement réservée aux détenus de haut-rang, la tour était la plus importante prison royale du pays. Elle n'était cependant pas très sécurisée et durant toute son histoire des personnes payèrent des gardes pour s'évader. En 1323, Roger Mortimer fut aidé dans son évasion par le sous-lieutenant de la tour qui laissa entrer des hommes de Mortimer. Ils percèrent un mur et Mortimer s'échappa par bateau. Il rejoignit la France où il rencontra l'épouse d'Édouard II. Ils eurent une liaison et planifièrent de renverser le roi. L'un des premiers actes de Mortimer à son retour fut de capturer la tour et de libérer les prisonniers qui y étaient détenus. Édouard II fut assassiné et Mortimer devint le vrai dirigeant de l'Angleterre car Édouard III était trop jeune. Cependant en 1330, Édouard III et ses partisans l'arrêtèrent et l'enfermèrent dans la tour ; il sera pendu peu de temps après. Sous le règne d'Édouard III (1327–1377), l'Angleterre renoua avec les succès militaires après les déconvenues de son père face aux Écossais et aux Français. Les batailles de Crécy, de Poitiers où le roi Jean II de France est capturé et celle de Neville's Cross où le roi David II d'Écosse est fait prisonnier sont d'éclatantes victoires. À cette période, la tour accueillit de nombreux nobles faits prisonniers à la guerre, comme Charles de Blois fait prisonnier à la bataille de La Roche-Derrien et qui sera emprisonné dans la Tour vers décembre 1348. Édouard II avait néanmoins négligé l'entretien de la tour et sous Édouard III elle était devenu très inconfortable. Les nobles qui y étaient enfermés ne pouvaient pas s'adonner à des activités, comme la chasse, qui étaient permises dans d'autres châteaux royaux utilisés comme prisons comme Windsor. Édouard III ordonna que le château soit rénové.

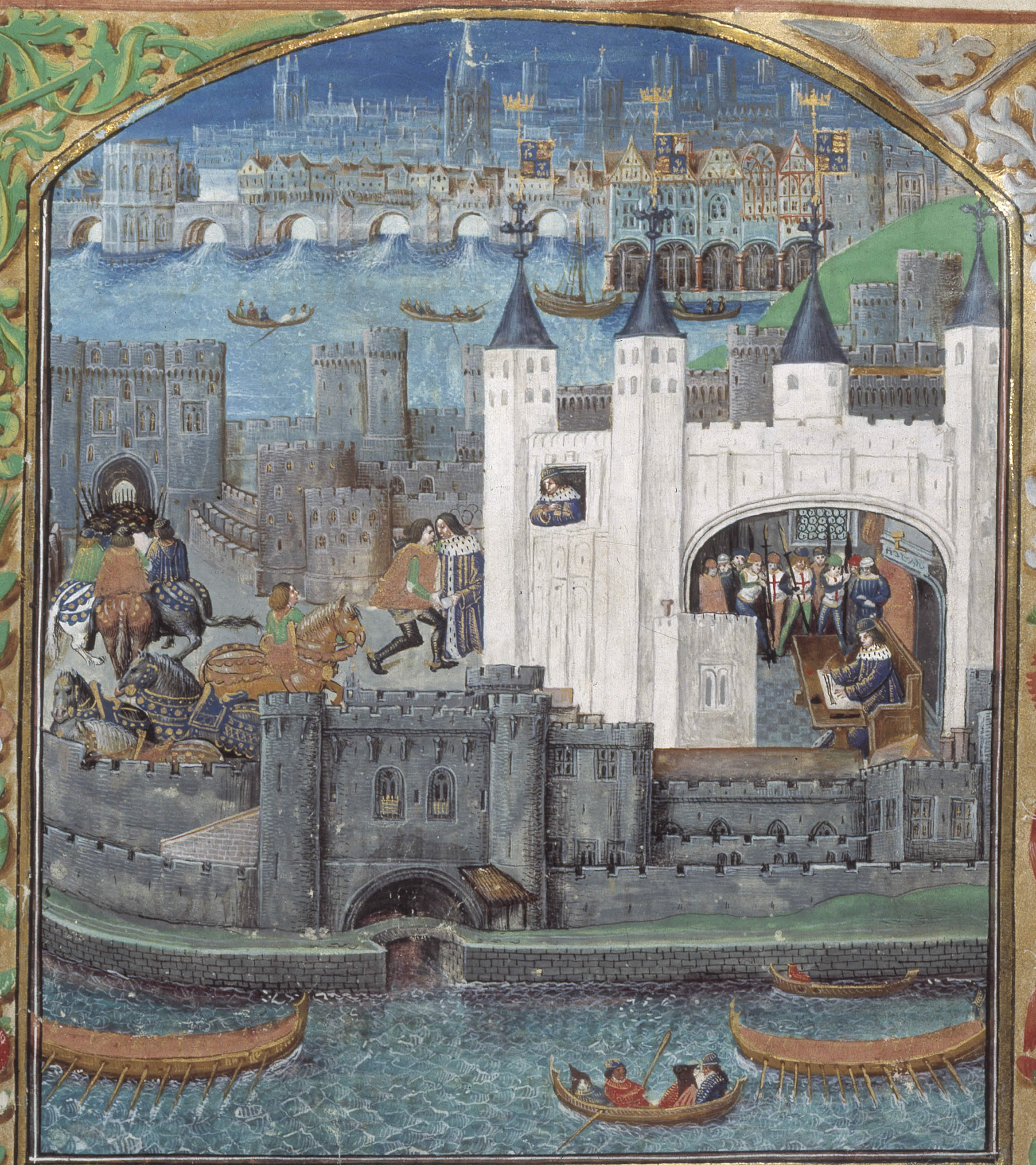
L'un des plus puissants nobles français enfermé à la tour durant la guerre de Cent Ans était Charles Ier d'Orléans, neveu du roi de France. L'image ci-dessus est la plus ancienne représentation non schématique de la tour. Elle montre la tour Blanche et la Traitors' Gate. Elle date du XVe siècle.

Lorsque Richard II fut couronné en 1377, il mena une procession de la tour à l'abbaye de Westminster. Cette tradition se poursuivit jusqu'en 1660. Durant la révolte des paysans de 1381 la tour de Londres fut assiégée avec le roi à l'intérieur. Lorsque Richard quitta la forteresse pour rencontrer Wat Tyler, le chef des rebelles, une foule entra sans résistance dans le château et pilla la Jewel House abritant les joyaux de la couronne. L'archevêque de Cantorbéry Simon Sudbury se réfugia dans la chapelle Saint-Jean en espérant que la foule respecterait le sanctuaire. Il fut cependant capturé et décapité à Tower Hill. Six ans plus tard, lors d'une nouvelle révolte populaire, Richard passa Noël dans la sécurité de la tour plutôt qu'à Windsor comme cela était la coutume. Lorsqu'Henri Bolingbroke revint d'exil en 1399, Richard II fut emprisonné dans la tour Blanche. Il abdiqua et fut remplacé par Bolingbroke qui devint le roi Henri IV. Lorsque les partisans de Richard II tentèrent peu après un coup d'état, Henri IV se réfugia à la tour. Au XVe siècle, il y eut peu de travaux de construction à la tour de Londres pourtant le château restait un important lieu de refuge. Durant cette période, la tour accueillit de nombreux prisonniers de haut-rang. L'héritier au trône d'Écosse, le futur Jacques Ier d'Écosse, fut capturé alors qu'il se rendait en France et fut enfermé dans la tour. Sous le règne d'Henri V, l'Angleterre reprit l'ascendant dans la guerre de Cent Ans contre la France. Après la bataille d'Azincourt, de nombreux nobles français furent emprisonnés à la tour en attendant le paiement d'une rançon. Tel que Charles Ier d'Orléans ainsi que son frère Jean d'Orléans ou encore Louis Ier de Bourbon-Vendôme.
La plus grande partie de la fin du XVe siècle fut marquée par la guerre des Deux-Roses qui opposa les maisons de Lancastre et de York toutes deux prétendantes au trône d'Angleterre. La tour fut assiégée en 1460 par des forces yorkistes. Elle fut endommagée par des tirs d'artillerie mais elle ne se rendit que lorsqu'Henri VI fut capturé à la bataille de Northampton en 1460. Avec l'aide de Richard Neville (surnommé the Kingmaker, le faiseur de rois) Henri VI reprit le trône pour une courte période en 1470. Cependant, Édouard IV reprit l'avantage et Henri VI fut emprisonné à la tour de Londres où il fut probablement assassiné dans la petite chapelle de la tour Wakefield durant sa prière. Durant les hostilités, la tour fut fortifiée pour résister à l'artillerie et fut équipée d'embrasures pour les canons.

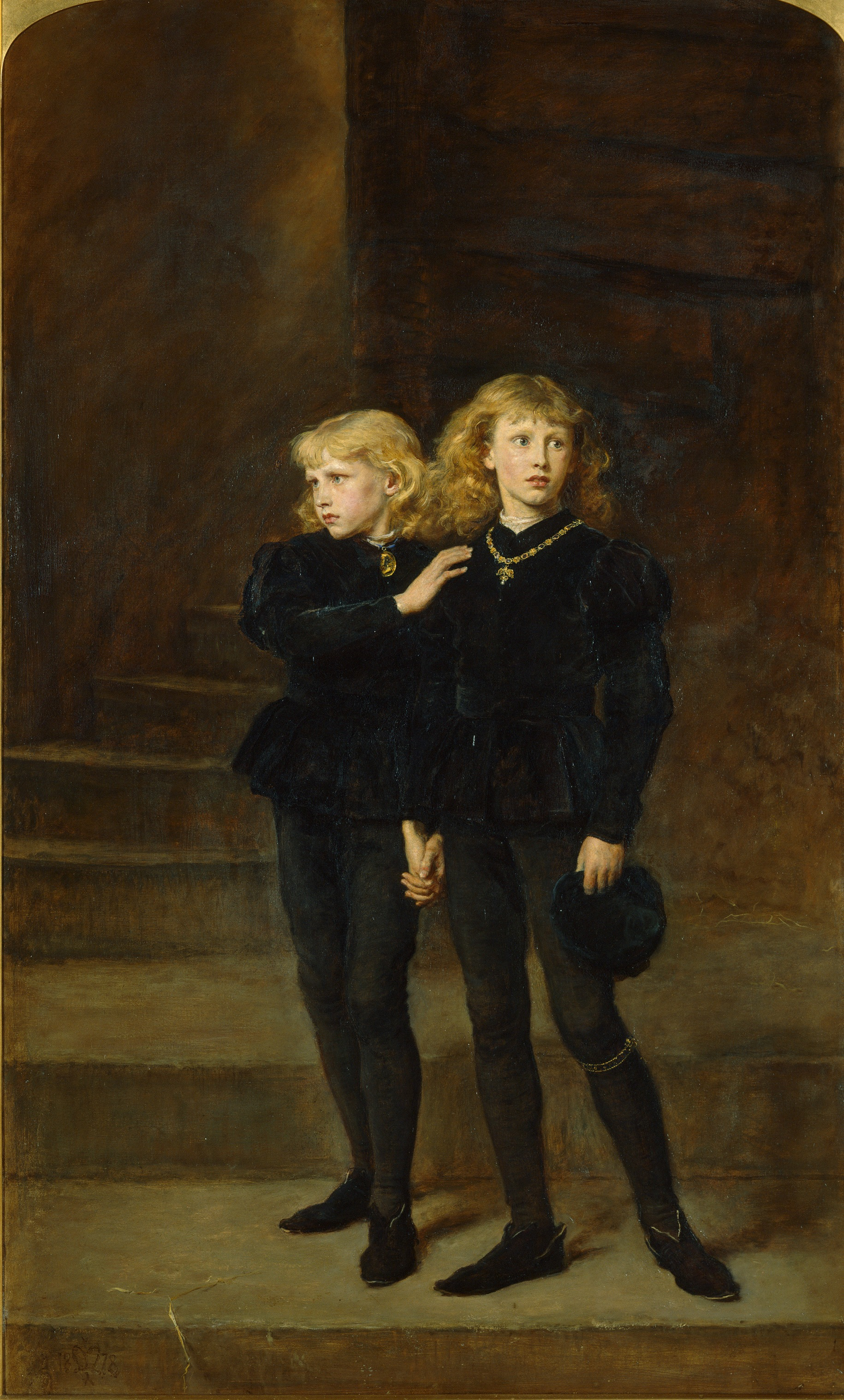
Les Deux Princes Édouard et Richard dans la tour peints par John Everett Millais en 1878. Tableau de la collection Royal Holloway.

Peu après la mort d'Édouard IV en 1483, le meurtre des deux princes est traditionnellement associé à la tour de Londres et en est l'un des événements les plus sinistres, connu sous le nom des Princes de la Tour. L'oncle d'Édouard V, Richard duc de Gloucester fut déclaré Lord Protecteur car le prince était trop jeune pour régner. Édouard âgé de douze ans et son jeune frère Richard furent confinés à la tour, officiellement pour leur protection. Le duc de Gloucester fut proclamé roi en juillet sous le nom de Richard III. Les princes avaient été vus pour la dernière fois en juin 1483 ; la raison la plus probable de leur disparition est qu’ils auraient été assassinés à la fin de l'été 1483. Des os leur appartenant furent découverts en 1674 lors de la démolition du corps de garde de l'entrée. L'opposition à Richard III se renforça jusqu'à ce qu'il soit défait à la bataille de Bosworth en 1485 par le Lancastre Henri Tudor qui monta sur le trône sous le nom d'Henri VII.

### Évolution de l'utilisation
Le début de la période Tudor marqua le déclin de la tour de Londres en tant que résidence royale. Le chroniqueur du XVIe siècle Raphael Holinshed écrivit que la tour devenait plus utilisée « comme un arsenal et donc une place défendue contre les assaillants que comme un palais royal pour le roi et la reine ». Les Yeomen Warders (également surnommés « Beefeaters ») sont devenus les gardiens de la tour depuis au moins 1509. Durant le règne d'Henri VIII, la tour subit d'importantes modifications. En 1532, Thomas Cromwell dépensa 3 593 £ en réparations et fit importer environ 3 000 t de pierre de Caen pour les travaux. Ce n'était cependant pas suffisant pour atteindre les standards des fortifications contemporaines conçus pour résister à une artillerie de plus en plus puissante. Si les défenses furent réparées, les bâtiments royaux furent délaissés après la mort d'Henri VIII. Leur état était si désastreux qu'ils étaient virtuellement inhabitables. À partir de 1547, la tour de Londres ne fut utilisée comme résidence royale que lorsque son symbolisme historique et politique était jugé utile ; par exemple, Édouard VI, Marie Ire et Élisabeth Ire y séjournèrent brièvement avant leur couronnement.

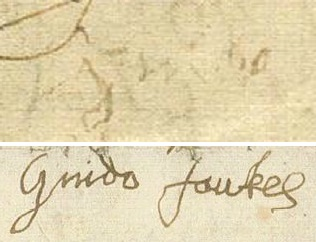
Guy Fawkes fut emprisonné à la tour le 6 novembre 1605 où il avoua sous la torture sa participation à la conspiration des poudres. La signature de Fawkes peu après avoir été torturé (en haut) est un gribouillis à peine lisible comparé à une signature ultérieure (dessous).

Au XVIe siècle, la tour acquit une solide réputation de prison sinistre et intimidante. Cela ne fut pas toujours le cas. En tant que résidence royale, elle était utilisée par les monarques pour enfermer des personnes pour diverses raisons. Cependant il s'agissait habituellement de personnes de haut-rang emprisonnées pour de courtes périodes car il y avait un grand nombre de prisons pour les roturiers et les membres du peuple. Contrairement à une image populaire de la tour, les prisonniers pouvaient améliorer leur ordinaire en achetant des commodités comme de la meilleure nourriture auprès du lieutenant de la tour. Comme la détention de prisonniers était une mission secondaire de la tour, ainsi que cela aurait été le cas pour n'importe quel château, il n'y avait aucune structure spécifiquement construite pour les prisonniers jusqu'en 1687 lorsqu'un bâtiment en briques fut construit au nord-ouest de la tour Blanche. La réputation de la tour comme d'un lieu de torture dérive largement des propagandistes religieux du XVIe siècle et des écrivains romantiques du XIXe siècle. Bien qu'une grande partie de la réputation de la prison soit exagérée, les XVIe et XVIIe siècles marquèrent l'apogée de la tour en tant que centre d'internement et de nombreux opposants religieux et politiques y furent détenus. Le Privy Council avait sanctionné l'usage de la torture et celle-ci n'était pas souvent utilisée ; entre 1540 et 1640, il y eut 48 cas recensés de torture. Le chevalet fut introduit en Angleterre en 1446 par le duc d'Exeter et il était donc parfois appelé Duke of Exeter's daughter (fille du duc d'Exeter).

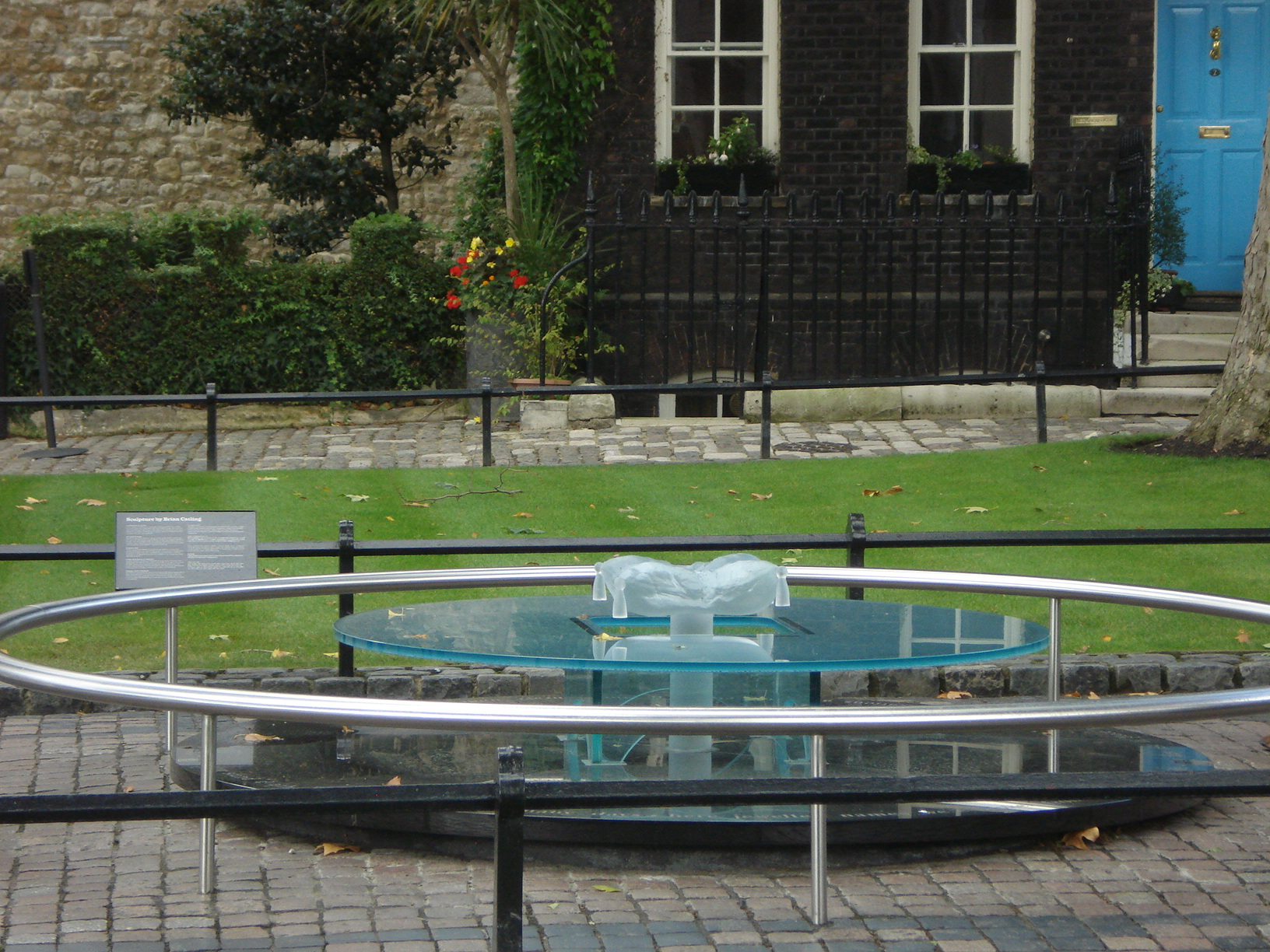
Monument commémoratif des exécutions de la tour Verte.

Parmi les personnes exécutées à la tour figurent Anne Boleyn. Si les Yeomen Warders avaient été des gardes du corps royaux, à partir des XVIe et XVIIe siècles, leur mission principale devint la surveillance des prisonniers. La tour était souvent un lieu plus sûr que les autres prisons de Londres telle que la prison de la Fleet où les maladies étaient omniprésentes. Les prisonniers de haut-rang pouvaient vivre dans des conditions comparables à celles qu'elles auraient eues à l'extérieur ; ainsi lorsque Walter Raleigh fut détenu à la tour, sa cellule fut modifiée pour accueillir sa famille dont son fils qui y était né en 1605. Les exécutions étaient généralement réalisées à Tower Hill plutôt que dans la tour de Londres elle-même et 112 personnes y furent exécutés sur 400 ans. Avant le XXe siècle, il y eut sept exécutions réalisées au sein du château dans la tour Verte. Cela était réservé aux prisonniers dont l'exécution publique était jugée dangereuse. Les personnes exécutées sont :
- William Hastings, sur ordre de Richard III d'Angleterre, le 13 juin 1483.
- Thomas More, le 6 juillet 1535.
- Anne Boleyn, deuxième épouse d'Henri VIII d'Angleterre, le 19 mai 1536.
- Margaret Pole, le 27 mai 1541.
- Catherine Howard, cinquième épouse d'Henri VIII, le 13 février 1542.
- Jane Boleyn, sur ordre d'Henri VIII, le 13 février 1542.
- Jeanne Grey, le 12 février 1554.
- Robert Devereux, le 25 février 1601.

Un monument commémoratif de Brian Catling (en) est installé dans l'aire où eurent lieu les exécutions.
Après l'exécution de Jeanne Grey le 12 février 1554, la reine Marie Ire fit emprisonner sa sœur Élisabeth, la future Élisabeth Ire, dans la tour après que Thomas Wyatt eut mené une révolte contre Marie Ire au nom d'Élisabeth. Quatre jésuites y sont emprisonnés en janvier 1606, victime de la répression qui suivit la découverte de la « conspiration des Poudres ». L'un d'eux, le frère Nicholas Owen, y meurt sous la torture. Les autres sont exécutés ailleurs.

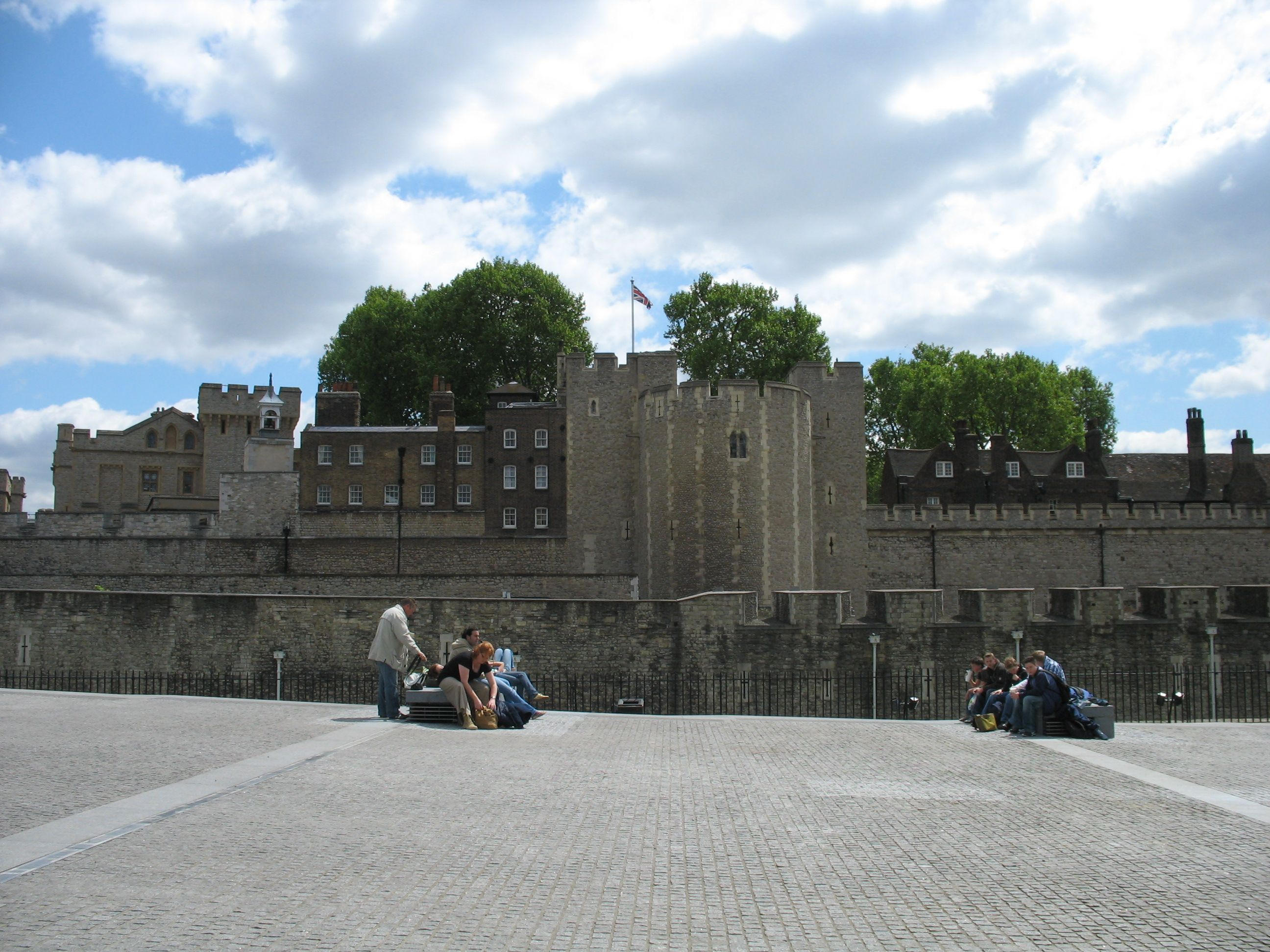
La surface pavée de Tower Hill au nord de la tour de Londres. Sur une période de 400 ans, 112 personnes y furent exécutés.

Les bureaux de l'ordonnance et de l'arsenal furent fondés au XVe siècle en remplacement des missions du Privy Wardrobe concernant l'approvisionnement des armées. Comme il n'existait pas d'armée permanente avant 1661, l'importance de l'arsenal royal à la tour de Londres reposait sur la fourniture d'armes et ravitaillement en temps de guerre. Les deux organismes se trouvaient dans la tour depuis au moins 1454 jusqu'au XVIe siècle lorsqu'ils durent déménager dans un bâtiment de la cour intérieure. Les tensions politiques entre Charles Ier et le parlement dans la seconde moitié du XVIIe siècle menèrent à une tentative des forces loyales au roi de s'emparer de la tour et de son contenu en particulier l'argent et les munitions. Les Trainbands de Londres, un groupe de miliciens, furent installés dans le château en 1640. Des plans défensifs furent créés et des plateformes pour canons furent installées afin de préparer la tour à la guerre. Les préparatifs ne furent jamais testés. En 1642, Charles Ier tenta de faire arrêter cinq membres du parlement mais il dut quitter la ville devant l'hostilité populaire. Les Trainsbands changèrent de côté et rejoignirent le parlement ; avec la population de Londres, ils bloquèrent la tour. Avec l'autorisation du roi, le lieutenant de la tour relâcha le contrôle du château. Le parlement le remplaça par John Conyers (en). Au moment du déclenchement de la première révolution anglaise en novembre 1642, la tour de Londres était déjà sous le contrôle du parlement.
Le dernier monarque à respecter la tradition de mener une cérémonie de la tour à Westminster lors du couronnement fut Charles II en 1660. Au même moment, les logements du château étaient si délabrés qu'il n'y passa pas la nuit avant son couronnement. Sous les rois Stuart, les bâtiments de la tour furent remodelés principalement sous les auspices du bureau de l'ordonnance. Un peu plus de 4 000 £ furent dépensés en 1663 dans la construction d'un nouveau dépôt, aujourd'hui appelé New Armouries (Nouvel Arsenal). Au XVIIe siècle, il y eut des plans sur une mise à niveau de la tour sur le modèle du tracé à l'italienne mais ils ne furent jamais appliqués. Malgré l'amélioration des logements de la garnison avec la construction de nouveaux bâtiments spécifiquement conçus pour ce rôle en 1670, la plupart des logements étaient encore en mauvais état.
Lorsque la maison de Hanovre accéda au trône, sa stabilité était incertaine et une rébellion écossaise était envisagée ; la tour de Londres fut alors réparée. Les plateformes d'artillerie installées sous les Stuart étaient tombées en décrépitude ; le nombre de canons à la tour était passé de 118 à 45 et un chroniqueur contemporain nota que le château « ne tiendrait pas 24 heures contre une armée préparée à un siège ». Les travaux du XVIIIe siècle sur les défenses furent sporadiques et irréguliers bien qu'une nouvelle courtine permettant l'accès du rempart extérieur depuis le quai fût ajoutée en 1774. La douve entourant le château s'était envasé au cours des siècles malgré les tentatives pour le déblayer. Elle faisait encore partie des défenses du château et en 1830 Arthur Wellesley ordonna des travaux à grande échelle pour retirer un mètre de vase. Cela ne permit cependant pas d'empêcher la garnison d'être victime d'une épidémie en 1841 du fait de l'approvisionnement en eau ce qui causa plusieurs morts. Pour éviter de nouveaux problèmes de santé, il fut décidé de combler la douve avec de la terre. Les travaux commencèrent en 1843 et furent terminés deux ans plus tard. La construction des Waterloo Barracks dans la cour intérieure commença en 1845 lorsque Wellesley posa la première pierre. Le bâtiment pouvait accueillir 1 000 soldats et au même moment des quartiers séparés pour les officiers furent construits au nord-est de la tour Blanche. Le bâtiment est aujourd'hui le quartier général du Royal Regiment of Fusiliers. La popularité du chartisme entre 1828 et 1858 mena à un désir de renforcer la tour de Londres dans l'éventualité d'une insurrection civile. Ce fut le dernier programme important de fortification du château. La plupart des installations survivantes destinées à l'artillerie et aux armes à feu datent de cette période.
Durant la Première Guerre mondiale, onze hommes furent jugés à huis clos pour espionnage et exécutés par un peloton d'exécution à la tour. Lors de la Seconde Guerre mondiale, la tour fut à nouveau utilisée pour détenir des prisonniers de guerre. L'un d'entre eux fut Rudolf Hess, représentant d'Adolf Hitler, mais uniquement pour quatre jours en 1941. Il fut le dernier prisonnier d'État à y être emprisonné. La dernière exécution à la tour fut celle de l'espion allemand Josef Jakobs fusillé le 14 août 1941. Les exécutions durant les deux guerres mondiales eurent lieu dans un petit champ de tir situé à proximité du rempart extérieur qui fut démoli en 1969.

### Restauration et tourisme

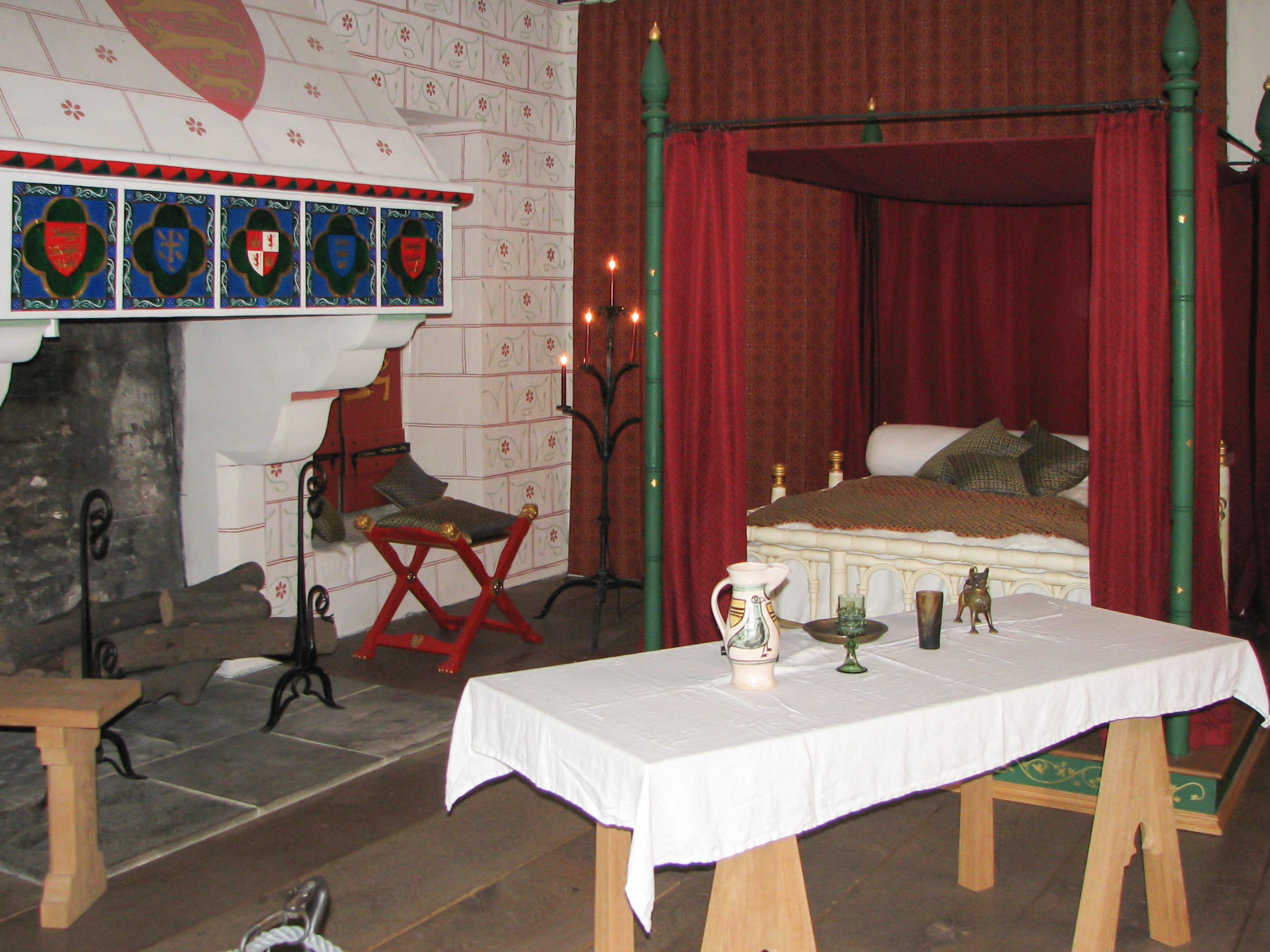
Reconstitution de la chambre d'Édouard Ier dans la tour St Thomas.

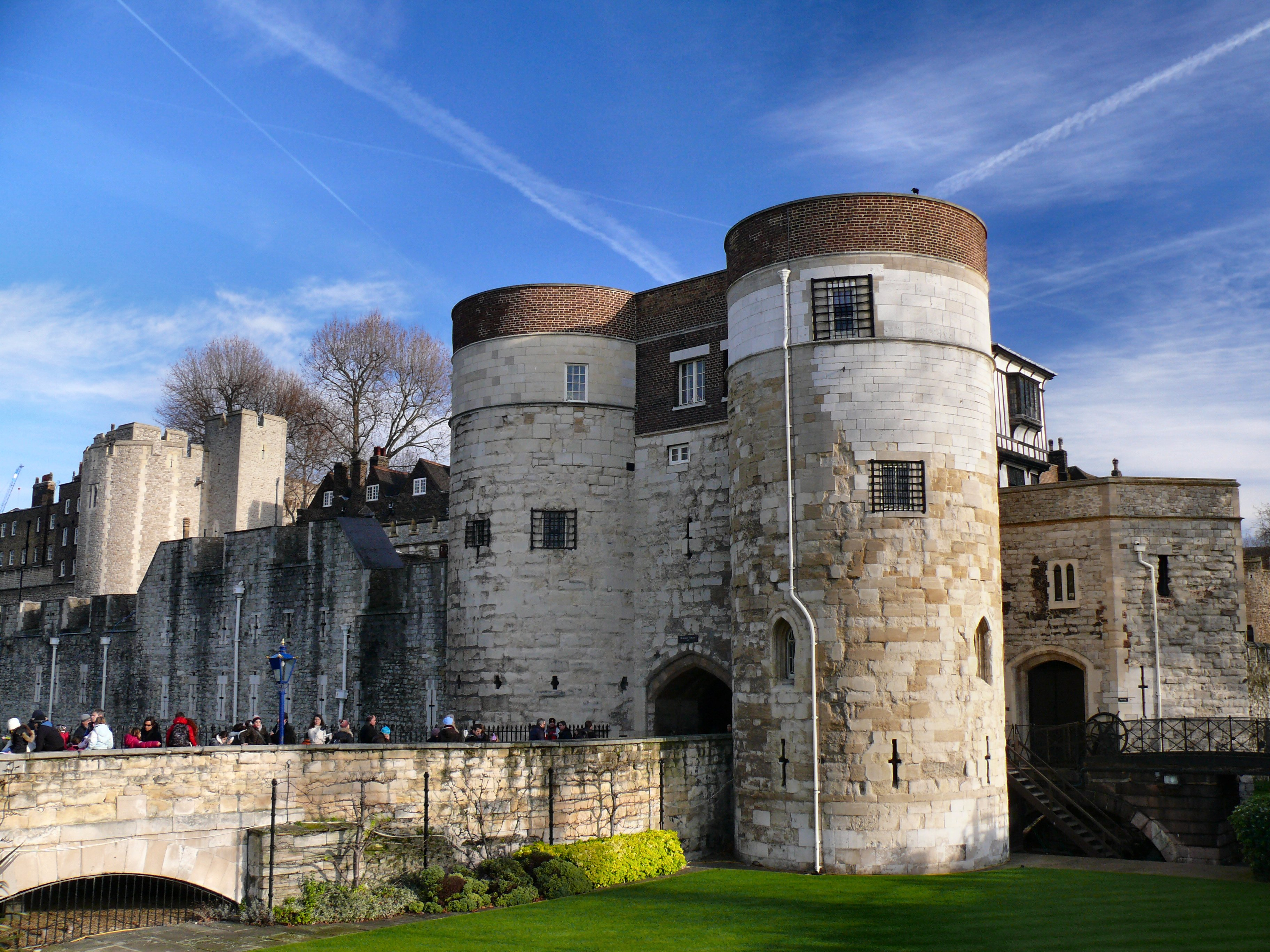
L'entrée principale de la tour de Londres. Aujourd'hui le château est une attraction touristique populaire.

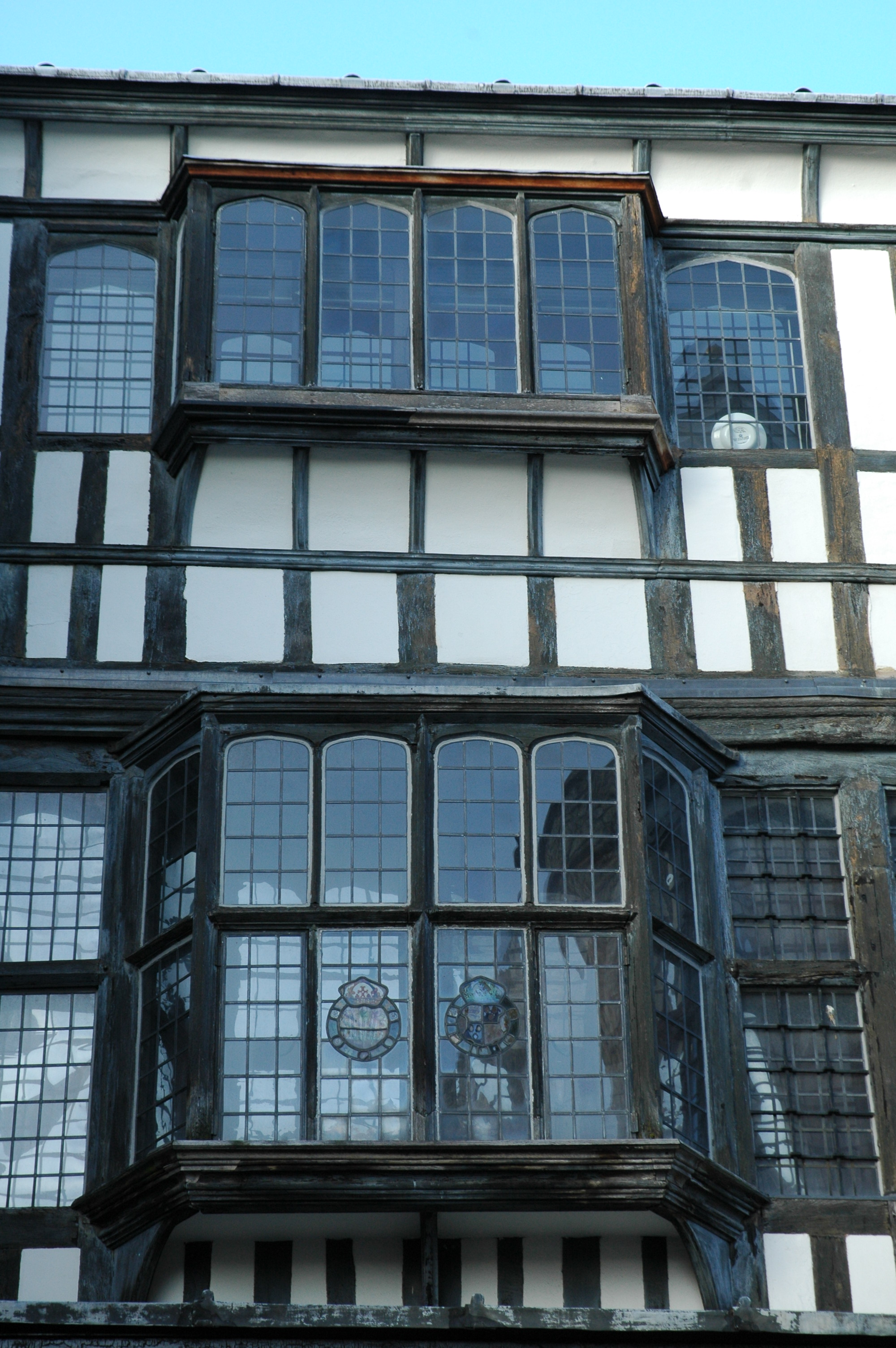
Intérieur du complexe de la Tour de Londres

Aux XVIIIe et XIXe siècles, les bâtiments royaux furent lentement modifiés pour de nouveaux usages ou démolis. Seules les tours Wakefield et St Thomas survécurent. Le XVIIIe siècle connut un regain d'intérêt pour l'Angleterre médiévale et l'un des effets fut l'émergence de l'architecture néogothique. Dans la tour, ce style est manifeste dans le New Horse Armoury construit en 1825 contre la face sud de la tour Blanche. Il présentait des éléments de cette architecture comme des remparts. D'autres bâtiments furent remodelés pour correspondre au style et les Waterloo Barracks furent décrits comme un « gothique crénelé du XVe siècle, ». Entre 1845 et 1885 des institutions comme la monnaie royale qui se trouvaient dans la tour depuis des siècles furent déplacés dans d'autres sites ; de nombreuses structures post-médiévales laissées vacantes furent démolies. En 1855, le ministère de la Guerre reprit les prérogatives du bureau de l'ordonnance concernant la fabrication et le stockage des armes. Au même moment, l'intérêt concernant l'histoire de la tour de Londres grandit.
L'intérêt public était en partie alimenté par les écrivains contemporains dont les travaux de William Harrison Ainsworth furent particulièrement influents. Dans The Tower of London: A Historical Romance, il créa une image frappante des salles souterraines et des machines de torture utilisées pour arracher les aveux qui marqua l'imagination populaire. Harrison joua également un autre rôle dans l'histoire de la tour, car il suggéra d'ouvrir la tour Beauchamp au public pour qu'il puisse voir les inscriptions des prisonniers des XVIe et XVIIe siècles. La tour Beauchamp doit justement son nom à Thomas de Beauchamp qui y fut incarcéré en 1397. Étudiant la suggestion, l'architecte Anthony Salvin réaménagea la tour et lança un grand programme de restauration pour le compte du prince Albert. L'architecte John Taylor lui succéda et lorsqu'une caractéristique ne correspondait pas à ses exigences d'architecture médiévale il la supprimait ; ainsi plusieurs bâtiments importants du château furent démolis et dans certains cas des éléments de décoration post-médiévaux furent enlevés.
Bien qu'une seule bombe soit tombée sur la tour de Londres lors de la Première Guerre mondiale (celle-ci tomba dans la douve sans faire de dégâts), la Seconde Guerre mondiale fut bien plus dommageable. Le 23 septembre 1940, durant le Blitz, des bombes endommagèrent le château, détruisirent plusieurs bâtiments et tombèrent à proximité de la tour Blanche. Après la guerre, les dégâts furent réparés et la tour fut rouverte au public.
La tour de Londres était devenue l'une des attractions touristiques les plus populaires du pays. Elle attirait les touristes depuis au moins la période élisabéthaine lorsqu'elle était un haut lieu pour les visiteurs étrangers. Ses attractions les plus populaires étaient la ménagerie royale et l'exposition des armures. Les joyaux de la Couronne britannique attirèrent également beaucoup d'intérêts et ces derniers sont exposés depuis 1669. La tour accueillit de plus en plus de touristes lors du XIXe siècle malgré l'opposition de Wellesley aux visiteurs. Leur nombre était devenu si important qu'un guichet fut construit en 1851. À la fin du siècle, plus de 500 000 personnes visitaient le château chaque année. En 1884, la station du métro de Londres Tower Hill (Mark Lane avant 1967) fut ouverte au nord de la tour, apportant plus de touristes.
Au XXe siècle le tourisme devint l'activité principale de la tour car les activités militaires du Royal Logistic Corps (en) furent progressivement déplacées hors du château. Cependant la tour continue d'accueillir le quartier-général du Royal Regiment of Fusiliers et le musée consacré à l'histoire de l'unité,.
De même, un détachement de l'unité des Horse guards du palais de Buckingham monte la garde à la tour et, avec les Yeomen Warders, ils participent chaque jour à la cérémonie des clés,,. À plusieurs occasions dans l'année, des salves de canon sont tirées depuis la tour par l'Honourable Artillery Company ; on compte 62 coups de canons pour les célébrations royales et 41 pour les autres événements. En 1974, une explosion dans une salle de la tour Blanche tua une personne et en blessa 35 autres. Personne ne revendiqua l'attaque mais la police soupçonna l'IRA d'en être l'instigatrice.
La tour de Londres est gérée par une association reconnue d'utilité publique, l'Historic Royal Palaces, qui ne reçoit aucune aide du gouvernement ou de la couronne et est financée par les dons et droits d'entrée. En 1988, la tour fut inscrite au patrimoine mondial de l'UNESCO en reconnaissance de son importance et pour aider à sa préservation,. Cependant, les récents développement comme la construction de gratte-ciel à proximité ont failli entraîner l'inscription de la tour sur la liste du patrimoine en danger. Les restes des palais médiévaux ont été ouverts au public en 2006. Les visiteurs peuvent visiter les chambres restaurées autrefois utilisées par les rois et les reines. Bien que le poste de connétable de la tour reste le titre le plus élevé de la tour, les responsabilités de la gestion journalière sont déléguées au résident gouverneur. Au moins six corbeaux sont en permanence nourris à la tour car selon une croyance, lorsque les corbeaux quitteront la tour, la monarchie s'effondrera. Ils sont sous la garde des Yeomen Warders. La plus ancienne référence connue à propos des corbeaux de la tour est une image dans le journal The Pictorial World en 1883. En plus de leurs missions cérémonielles, les Yeomen Warders (gardes de la Tour) assurent les visites guidées de la forteresse,. Selon l'Historic Royal Palaces plus de 2,4 millions de visiteurs ont visité la tour de Londres en 2010.

## Joyaux de la couronne
La tradition d'abriter les joyaux de la couronne dans la tour remonte probablement au règne d'Henri III. La Jewel House fut construite spécialement pour accueillir les regalia dont les couronnes, les sceptres et les épées de cérémonie. Lorsque le souverain avait besoin d'argent, ils pouvaient être mis en gage. Le trésor permettait l'indépendance du monarque par rapport à l'aristocratie et il était particulièrement surveillé. Un nouveau poste de « gardien des joyaux, de l'arsenal et des autres affaires » fut créé et bien rémunéré. Ses missions s'accrurent pour englober l'achat de l'or, de l'argent et des bijoux ainsi que la nomination des orfèvres et des joailliers royaux. En 1649, durant la première révolution anglaise, le contenu de la Jewel House fut vidé des propriétés royales. Les objets en métal furent envoyés à la monnaie pour être fondus et réutilisés et les couronnes furent « entièrement brisées et défigurées ». Lorsque la monarchie fut restaurée en 1660, les seuls éléments de la regalia de couronnement étaient une cuillère du XIIe siècle et trois épées de cérémonie. Les autres objets durent être recréés. En 1669, la Jewel House fut démolie et les joyaux de la couronne furent déplacés dans la tour Martin où ils étaient exposés au public. Cela fut exploité deux ans plus tard lorsque le colonel Thomas Blood tenta de les voler. Blood et ses complices immobilisèrent et bâillonnèrent le gardien. Ils parvinrent à s'emparer de la couronne d'apparat, du sceptre et du globe mais furent repérés par le fils du gardien qui donna l'alarme,. Les joyaux de la couronne sont actuellement conservés dans les Waterloo Barracks de la tour. Lorsque les visiteurs pénètrent dans la salle aux joyaux, plusieurs règles sont imposées : les guides de visites ne doivent pas rentrer dans la salle ; seuls les visiteurs sont autorisés ; il est formellement interdit de photographier les joyaux car ils sont dits sacrés sous peine d'emprisonnement.

## Ménagerie

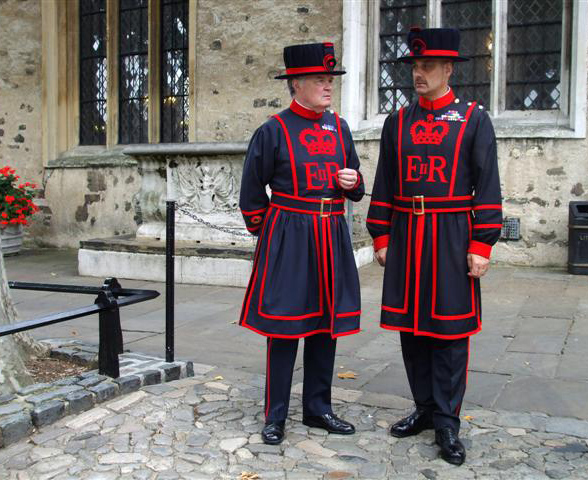
Deux « beefeaters » en tenue traditionnelle.

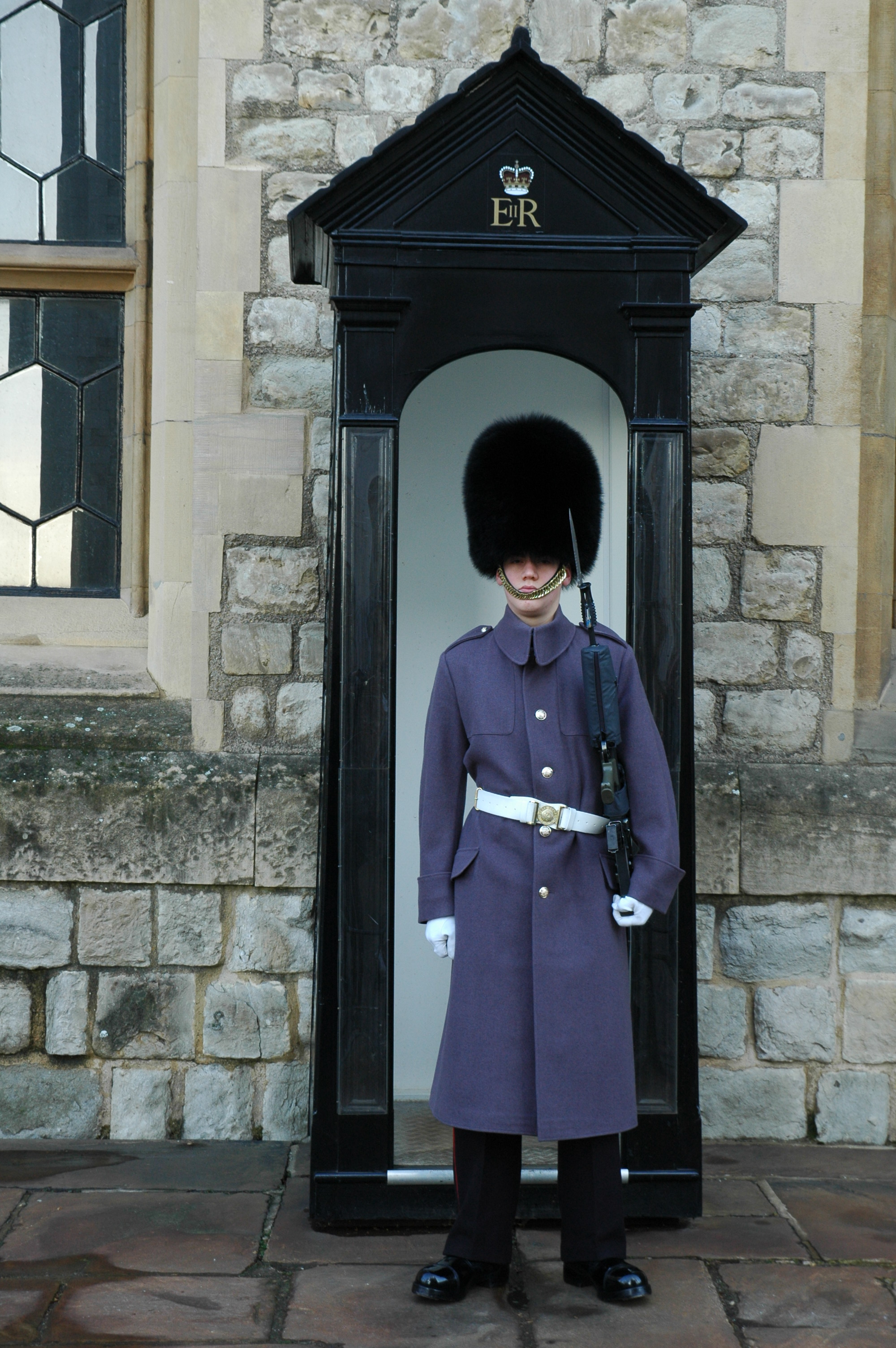
Garde à la Tour de Londres

La ménagerie royale est référencée pour la première fois lors du règne d'Henri III. En 1251, la ménagerie accueillit un ours polaire, offert par le roi de Norvège, qui attira l'attention des Londoniens lorsqu'il allait pêcher dans la Tamise. Trois ans plus tard, le roi ordonna la construction d'un abri pour un éléphant offert par le roi de France, mais ce dernier ne survécut que deux ans en Angleterre,. L'emplacement exact de la ménagerie médiévale est inconnu bien que les lions aient été abrités dans la barbacane connue sous le nom de Lion Tower. La collection royale fut grossie par des présents diplomatiques dont trois léopards offerts par l'empereur du Saint-Empire romain germanique. Au XVIIIe siècle, la ménagerie fut ouverte au public ; l'entrée coûtait trois pennies ou l'apport d'un chat ou d'un chien pour nourrir les lions. Le dernier animal fut déplacé en 1835 à Regent's Park après qu'un lion a été accusé d'avoir mordu un soldat. Le gardien de la ménagerie royale avait le droit de vivre dans la Lion Tower jusqu'à sa mort. Par conséquent, même si tous les animaux avaient quitté le bâtiment depuis longtemps, la Lion Tower ne fut pas démolie avant la mort du dernier gardien en 1853.
Des sculptures d'animaux de la ménagerie par l'artiste Kendra Haste (en) sont installées dans l'enceinte en guise de rappel de cette époque.